# Újasszír Birodalom
Az Újasszír Birodalom i. e. 911 és i. e. 612 között fennálló vaskori állam volt az ókori Mezopotámia területén. Az asszírok az i. e. 10. századra konszolidálták azokat a területeket, amelyek a bronzkor végén a középasszír uralkodó, I. Tukulti-Ninurta (i. e. 1244–1208) uralma alatt álltak. Ekkor a legfontosabb cél a Földközi-tenger és Anatólia felé vezető kereskedelmi útvonalak ellenőrzése és az arámi törzsek visszaszorítása volt, amelyek folyamatosan beszivárogtak az asszír területekre. Az első uralkodó, aki a hagyományos határokon túl vezette seregét, II. Assur-nászir-apli volt.
III. Sulmánu-asarídu uralkodását minden téren az intenzív katonai tevékenység jellemezte. III. Tukulti-apil-ésarra drasztikus reformokat foganatosított és jelentős katonai sikereket ért el. V. Sulmánu-asarídu több fontos közigazgatási újítást vezetett be, megszüntette az Assur és Harrán (Szín holdisten kultuszközpontja) szent városai által birtokolt kiváltságokat. Uralkodása végén lázadás robbant ki, és II. Sarrukín szerezte meg a hatalmat. II. Sarukkín idejében Asszíria már nagyhatalom volt, túl egy komoly belső válságon, amelyet az okozott, hogy a közigazgatási struktúrák nem boldogultak az egyes udvari tisztviselők által megszerzett túlzott befolyással. Az ő idejében kezdődött az Újasszír Birodalom legvirágzóbb korszaka, hadjáratait a birodalmi közigazgatás újjászervezése és központosítása kísérte, amit nagyarányú deportálások és az erőteljes gyarmatosítás eszközével valósított meg. Mai hírnevét azonban az új királyi székhely, Dúr-Sarrukín építkezési munkálatainak köszönheti.
II. Sarukkín csatában halt meg, ami abban a korban az istenek dühének jele volt, ezért utóda, Szín-ahhé-eríba elhagyta a fővárost, és nekilátott, hogy újjáépítse Ninivét, amely ezután a birodalom fővárosává vált. Itt az asszír történelem talán leggrandiózusabb építkezési és várostervezési programját valósította meg, teljesen átformálva Istár szent városát. Uralkodása alatt a fő stratégiai célpont Babilon volt. Az asszírok által kinevezett uralkodók, valamint az elámiak által támogatott helyi uralkodók közötti folytonos összetűzések miatt Szín-ahhé-eriba úgy döntött, hogy komolyabban beavatkozik, és miután a koronaherceget elrabolták és megölték, lerombolta a várost. Később egy palotaforradalomnak esett áldozatul, amelyet egyik fia szervezett, akit testvére, a jövendő uralkodó, Assur-ah-iddína miatt kizártak a hatalomból. Assur-ah-iddína terjeszkedő politikát folytatott és újjáépítette Babilont. Seregeit egészen Egyiptomig vezette, és az egyik hadjárat során vesztette életét. A trónt ezután a leghíresebb asszír király, Assur-bán-apli szerezte meg, aki közel 40 évig uralkodott. Az ő megbízásából készültek a birodalom legszebb művészeti alkotásai, és óriási könyvtárat gyűjtött össze. Halála után azonban a birodalom nem egészen két évtized alatt teljesen összeomlott.

## Kezdetek
Az ókori Közel-Kelet történetét az i. e. 1. évezred elejétől az i. e. 7. század végéig az Újasszír Birodalom uralta. Katonai erejét felhasználva fokozatosan terjesztette ki fennhatóságát Irán nyugati részétől a Földközi-tengerig, Anatóliától Egyiptomig meghatározva a térség politikáját és gazdasági életét. A birodalomnak ezt a fejlődését az tette lehetővé, hogy tehetséges és energikus uralkodók váltották egymást a birodalom trónján, akik az államszervezési feladatok mellett hódító hadjáratokat vezettek. A birodalom fejlődése nem volt folyamatos és töretlen, és csak az i. e. 8. század közepétől jellemezte tudatos és szisztematikus államszervezés. Az Újasszír Birodalom története két fő részre osztható, az első szakaszban (i. e. 934–745) érvényesítették a közép-asszír korszakból származó felső-mezopotámiai területi igényeiket, a második szakaszban (i. e. 745–610) óriási területeket foglaltak el a Perzsa-öböl térségétől a törökországi Kommagénéig. Az i. e. 12. és az i. e. 10. század zavaros viszonyai miatt az asszíroknak fel kellett adniuk Szíria északkeleti részét, amelyet a közép-asszír korban foglaltak el. Az itt létrehozott adminisztratív központok azonban megmaradtak, és a helyi asszír-barát uralkodók is a helyükön maradtak. Függetlenségük mértéke nem tisztázott, az is lehetséges, hogy az asszírok ezeken a területeken elvesztették minden hatalmukat. A vidéket az arámiak uralták, akik egyes városokban is befolyást szereztek. Az asszírok által folyamatosan uralt terület körülbelül 21 ezer négyzetkilométer volt a Tigris folyótól keletre Assur és Ninive városával.
Az i. e. 10. század utolsó harmadában a helyzet megváltozott amikor az asszírok megkezdték szabályos időközönkénti hadjárataikat először nyugat felé, hogy visszafoglalják korábbi földjeiket az arámiaktól. Az elfoglalt területeket ezután benépesítették, és a városokat adminisztrációs központokká fejlesztették ahonnan a régiót kormányozták. Fejlesztették az infrastruktúrát is, a Hábúr folyó mellett csatornákat építettek, ezzel lehetővé tették az áruszállítást, valamint rendbe hozták a közép-asszír korban épített úthálózatot, hogy közvetlen kapcsolatot teremtsenek az anyaországgal. 
Asszíria felemelkedésében az az igazán figyelemre méltó, hogy vele egy időben a Közel-Kelet többi térsége ekkor még nem lábalt ki az i. e. 1000 körüli, a bronzkorból a vaskorba való átmenettel együtt járó demográfiai és gazdasági visszaesésből, az úgynevezett arámi sötét korból. Az, hogy a korai újasszír uralkodók nagy létszámú hadsereget tudtak toborozni a hódító hadjáratokhoz, majd a meghódított területeken is asszírokat telepítettek le, arra utal, hogy az országban ekkor nagyon erős népességnövekedés történt, miközben az arámi vándorlás szétzilálta a korábbi hatalmi centrumokat, apró királyságok és fejedelemségek jöttek létre, elsősorban az újhettita királyságok. Az uralkodók felismerték, hogy határaik védelmében folyamatosan expedíciókat kell szervezniük az északi és a keleti hegyvidékeken, valamint Észak-Mezopotámián át az Eufrátesz folyóig és még azon is túl.

### II. Assur-dán
A legkorábbi újasszír királyok olyan területekre vezettek hadjáratokat, amelyeket elődeik egyszer már elfoglaltak, ezért a helyi uralkodókat az asszír uralom ellen lázadóknak tekintették. Ekkor a hadjáratok még nem mindig voltak a szó szoros értelmében hadjáratok, sokszor csak felvonulások, erődemonstrációk, és a birodalomhoz csatolt területeken általában kormányzóként meghagyták a korábbi uralkodókat. II. Assur-dán (i. e. 935 – 912) uralkodása alatt már felismerhetőek az asszír katonai tevékenység jellegzetes vonásai. Nagy figyelmet fordított az északi területekre, ahol a hegyes vidék nehézzé tette az uralom fenntartását, viszont közel feküdt az asszír hátországhoz, és itt voltak a fontos útvonalak is a nélkülözhetetlen fémlelőhelyekhez. Nyugaton az arámiak ellen hadakozott, keleten pedig a Zagrosz-hegység egy része volt döntő fontosságú a biztonság és a karavánutak ellenőrzése szempontjából. Assur-dán fektette le azokat az alapvető stratégiai és ideológiai eszméket, amelyeket az utána következő uralkodók részletesen kidolgoztak.

### II. Adad-nirári

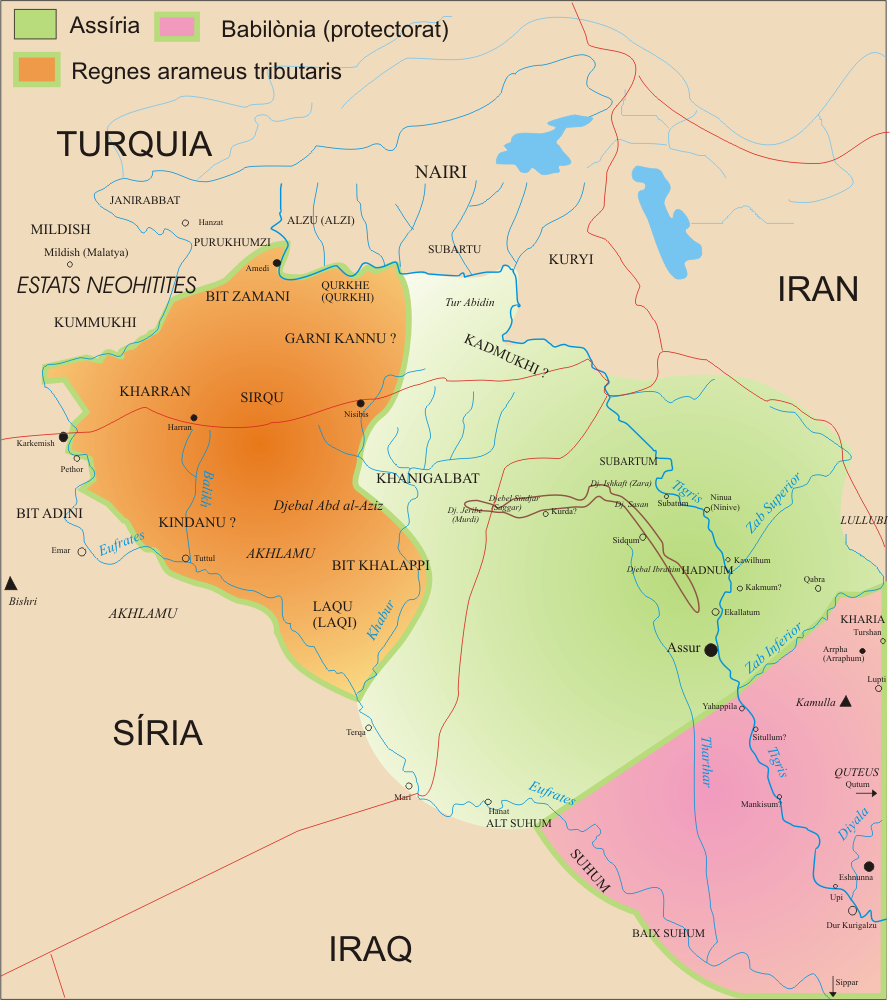
Asszíria II. Adad-nirári uralkodásának végén

A folyamatos, több irányból érkező arámi betörések és az asszír hadjáratok ellenére az asszír anyaország gyakorlatilag érintetlen maradt, befolyása az i. e. 10. század végén kezdett el növekedni II. Adad-nirári (i. e. 911 – 891) uralma alatt, aki elfoglalta Kathmuit, Naszibinát (mai Nisibis)  és Hanigalbatot, megszerezve ezzel a Hábúr-régiót. A győzelmek hatalmas mennyiségű hadizsákmányt jelentettek Asszíriának. Többször is ugyanazokra a területekre vezetett hadjáratot, amelyeket apja már korábban megtámadott.
Hadjáratainak új iránya Babilónia felé vezetett, ám betörései nem okoztak komoly károkat. A Tigristől keletre és az Eufrátesz mentén határőrállomásokat hozott létre, és békeszerződést kötött az Eufrátesz mellett fekvő államokkal. I. e. 891-ben Asszíria és Babilónia körülbelül nyolcvan évig tartó békét kötött, amit dinasztikus házasságokkal erősítettek meg. (Az uralkodók egymás lányait vették feleségül). II. Adad-nirári alatt gyakoriak voltak a gyors hadmozdulatok, amiből az következik, hogy hatékony ellátóhálózatot fejlesztettek ki. A meghódított területekre kivetett adót az úton lévő hadsereg ellátására használták fel. Uralma alatt igyekeztek minél több földet művelés alá vonni, és a gazdasági fellendülés is elősegítette a későbbi katonai sikereket.

### II. Tukulti-Ninurta
II. Adad-nírári fia, II. Tukulti-Ninurta (i. e. 890 – 884) keletre és északnyugatra indított hadjárataival megerősítette elődje sikereit, és megnyitotta a fő útvonalat északnyugatra Kis-Ázsia irányába. I. e. 885-ben déli irányba indult el (feltételezhetően a babilóniai uralkodó beleegyezésével, mivel az ellenőrzése alatt álló területekről Asszíria nem kapott adót), majd az Eufrátesz és a Hábúr mentén visszatért Asszíriába. Nem növelte meg a birodalmat viszont érdekes leírást hagyott az utókorra arról a hadjáratról, amikor a fővárosból, Assurból kiindulva bejárta Asszíria területeit. Ez egy erődemonstráció volt, amely során szemlét tartott az alávetett államok fölött, és ellátmányt gyűjtött a hadsereg részére az utak mellett létesített ellátópontokról. A beszámolóból kiderül, hogy ebben az időben mennyire szűkek voltak Asszíria határai. A hadjárat során nagy mennyiségű gabonát, szalmát, vasat, bronzot, ónt, ezüstöt, lovakat és öszvéreket zsákmányoltak, valamint számos hadifoglyot ejtettek.
Az Újasszír Birodalom alapjait ezután két egymást követő uralkodó II. Assur-nászir-apli  és III. Sulmánu-asarídu rakta le mintegy hatvan év alatt. Ekkorra az asszírok által uralt terület a Zagrosz-hegységtől az Eufráteszig, és a Taurus-hegység lábától a babilóniai határig terjedt. Ezután ez a térség vált a távolabbi hadjáratok kiinduló pontjává. A korábban is komoly problémát okozó arámi törzsek betörései tovább fokozódtak, és amikor II. Assur-nászir-apli és III. Sulmánu-asaridu visszaszerezte a Közép Asszír Birodalom korábbi területeit, makacs arámi ellenállással találta szemben magát. Ez először a mai  Diyarbakır körül összpontosult, majd később Damaszkusz lett a szervezője.

## II. Assur-nászir-apli

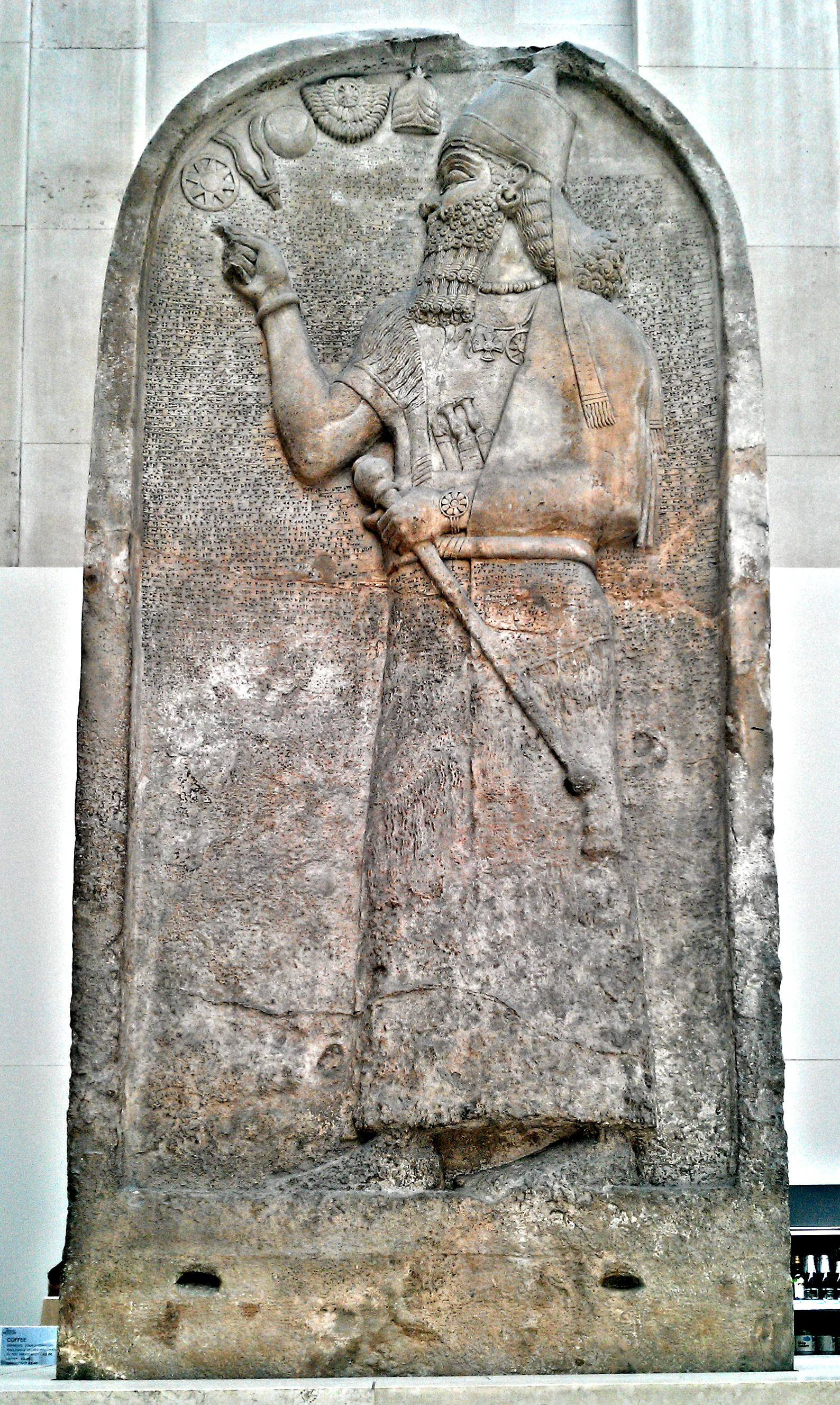
II. Assur-nászir-apli alabástrom sztéléje, London, British Museum

II. Assur-nászir-apli uralkodásának elején minden irányba, de legfőképp nyugatra, szíriai és levantei területekre vezetett hadjáratokat, ahol a kis helyi államok nem fejtettek ki erős ellenállást. Összesen tizennégy hadjáratot vezetett, csapatai sosem járták be kétszer ugyanazt az útvonalat, csak ha valahol lázadás tört ki. Az uralkodó nyugaton védelmet nyújtó ütközőállamok gyűrűjét építette ki. I. e. 887-ben elérte a Libanoni-hegységet és a Földközi-tengert. A hadjárat célja elsősorban nem a hódítás volt, hanem az asszír befolyás határának kijelölése, viszont a levantei államok és Asszíria között a viszony kiegyensúlyozatlan maradt, mert Asszíria hatalma és brutális harcmodora állandó fenyegetést jelentett. Az uralkodó nagyszabású építkezésekbe kezdett a területen, erődök sorát hozta létre, hogy nyomatékosítsa az asszír jelenlétet.
A szomszédos államok meghódítása a következő sémát követte: először az asszírok ajándékokat kaptak a városállamok uralkodóitól, akik vazallusokká váltak. Később ha az adót nem fizették rendesen, ez asszír katonai akciót jelentett, amelyet biztos vereség követett. Ezek után egy asszírbarát helyi uralkodót neveztek ki, vagy az országot Asszíriához csatolták, és kormányzót neveztek ki az irányítására. Amikor egy területet provinciává alakítottak, bármilyen messze is feküdt a birodalom központjától, „Assur földjének” részévé vált, lakossága asszír alattvaló lett. A deportálások és az asszír adminisztráció, építészet, valamint a hagyományok meghonosítása a korábban kulturálisan elkülönülő térségeket uniformizálni kezdte, olyan szinten, hogy az anyaországtól távol eső észak-szíriai Harrán vált a birodalom utolsó fővárosává Ninive i. e. 612-es bukása után.

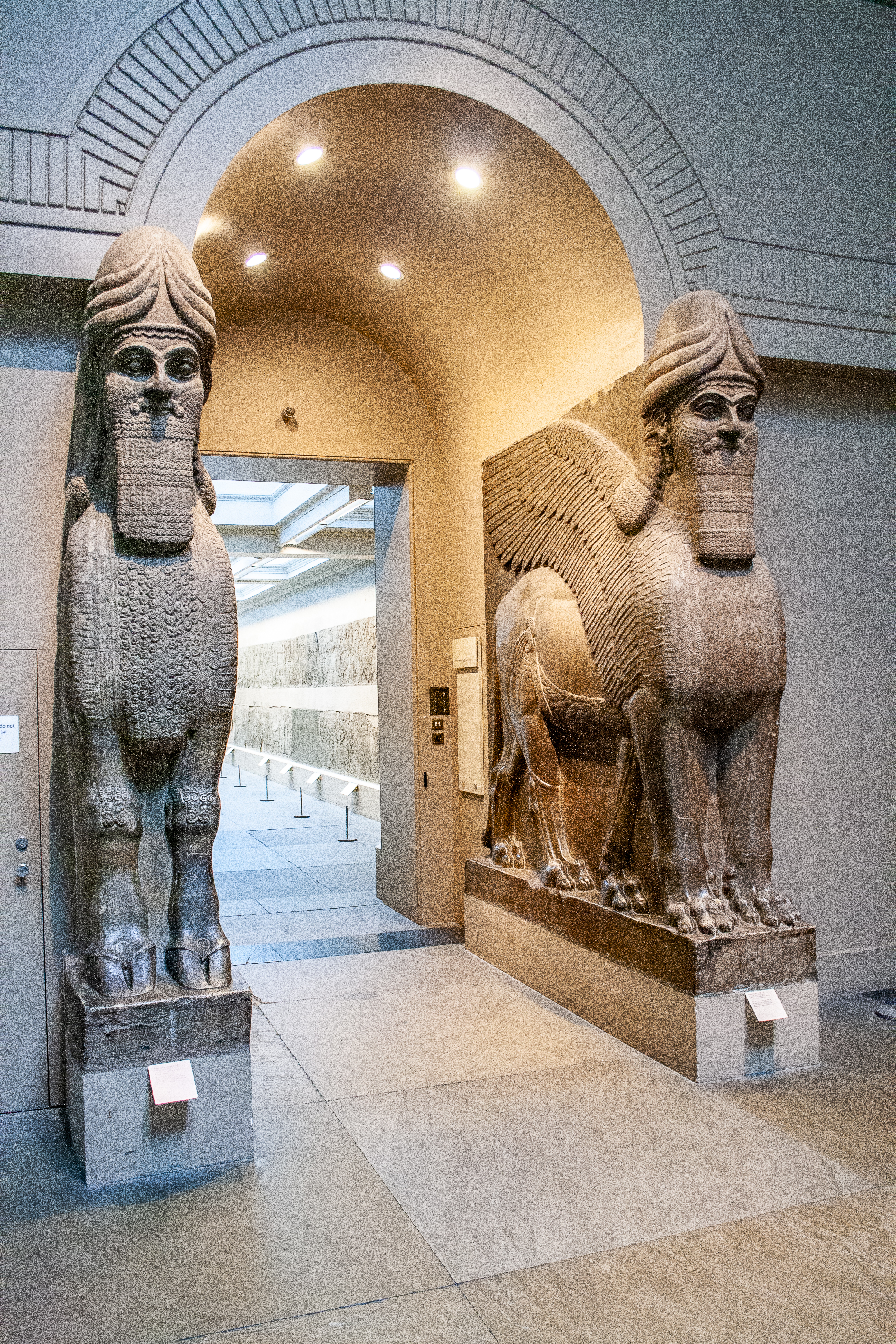
Emberarcú szárnyas bika és oroszlán II. Assur-nászir-apli palotájából, British Museum

Assur, a főváros fekvése miatt alkalmatlannak bizonyult arra, hogy az egyre nagyobb területű birodalom adminisztratív központja legyen, ezért  az uralkodó új főváros alapítását határozta el, a Tigris keleti partján fekvő Kalhuban, a modern Nimrudban. Itt a folyóra néző palotát építtetett, amely méretei és díszítése miatt is óriási teljesítmény volt. Az ő idejétől kezdve váltak a hadjáratokat, a királyi vadászatokat és a szertartásokat ábrázoló domborművek a paloták szerves részévé. Az uralkodót és több utódját a palotában temették el, sírjaikat azonban kirabolták.
II. Assur-nászir-apli területeket foglalt el a Dijála folyó felső völgyeiben is, ellenőrzése alá vonta a Babilon és a Zagros-hegység felé vezető utakat, és erődöt építtetett a Tigris folyó mellett, ott ahol eléri Mezopotámiát, és központokat alapított a folyók átkelőhelyeinél. A helyi felkeléseket leverte, de kerülte a nyílt konfrontációt Babilóniával. A birodalom és a kisebb államok közötti kapcsolatot házasságok sorával szilárdította meg, tehát a terjeszkedést nem mindig a pusztítás és az agresszió jellemezte. Uralkodásának végére visszafoglalta az összes olyan területet, amely az i. e. 2. évezred végén asszír fennhatóság alatt volt.

## III. Sulmánu-asarídu

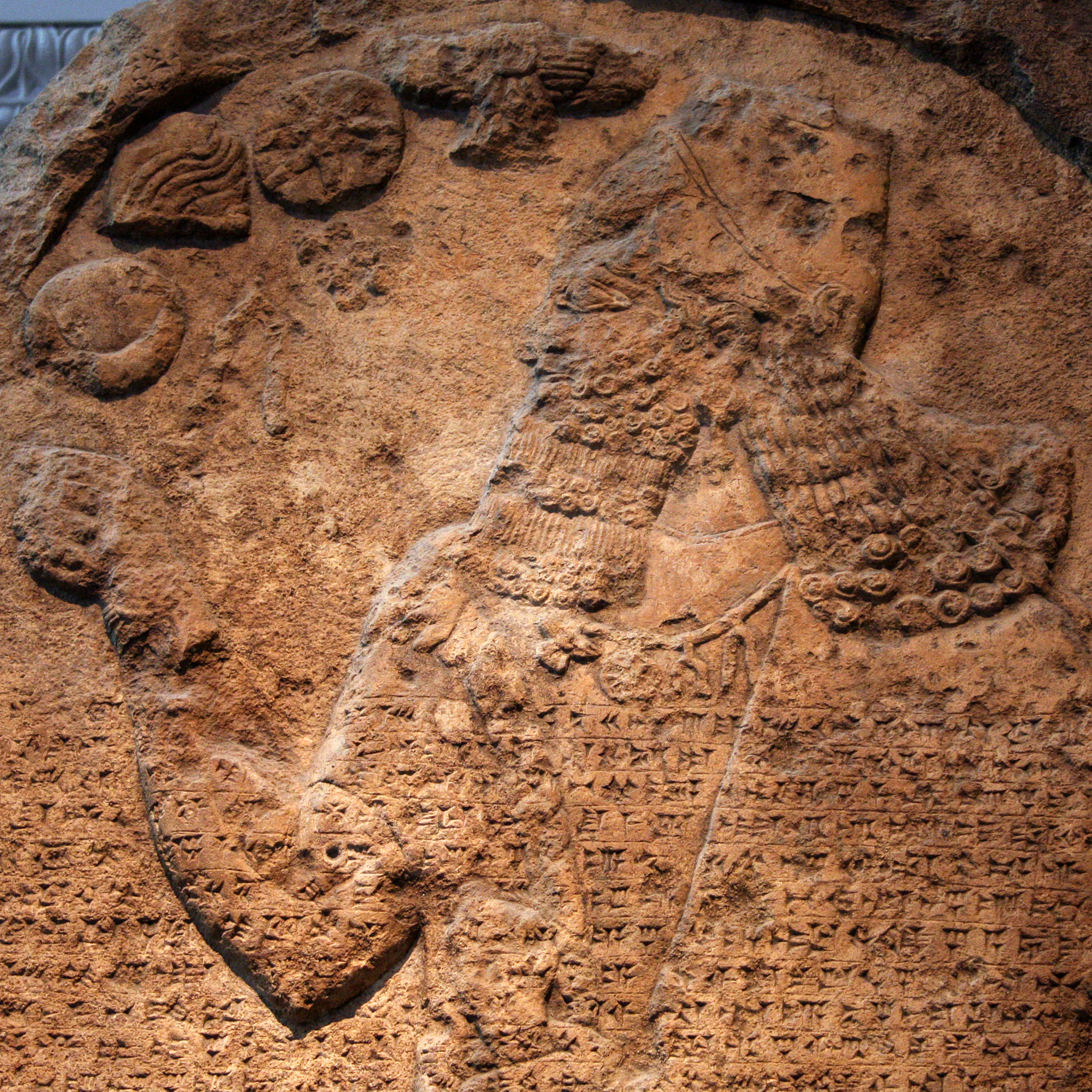
III. Sulmánu-asarídu sztéléje, London, British Museum

Elsőként III. Sulmánu-asarídu (i. e. 859 – 824) alakított ki provinciákat az Eufrátesztől keletre Asszíria tradicionális érdekszférájában. A provinciák rendszere a kor jellegzetes asszír találmánya volt, előzményei feltehetően korábbi erődláncok és azok a lerakatok lehettek, amelyek a hadsereget látták el a hadjáratok alatt. Nem sokkal trónra lépése után új királyi palotát kezdtek el építeni Kalhuban, amely uralkodásának 13. évében, i. e. 846-ban készült el. A palota egy 7,5 hektáros területen feküdt, oldalai 350 és 250 méter hosszúak voltak, és a korábbiaktól eltérően nem díszítették domborművekkel. III. Sulmánu-asaridu nevéhez kötődik a híres báláwáti kapu, ahol az ajtószárnyakra szegelt 16 domborított bronzpánton az uralkodó hadjáratainak egyes jeleneteit ábrázolták. III. Sulmánu-asarídut uralkodásának első évétől kezdve hadjáratok sora kötötte le. Erőfeszítései főleg nyugat felé irányultak, mert az ottani államok egyre inkább bekerítve érezték magukat a karavánutak asszír ellenőrzése miatt. Emellett harcok folytak a hegyekben is, és beavatkozott Babilónia és szomszédai belügyeibe is. Küzdelmet folytatott az észak-szíriai területek megszerzéséért, ez lehetővé tette, hogy csapatai hozzáférjenek Libanon cédruserdőihez és ellenőrizzék a fontos kereskedelmi útvonalakat. Ehhez apró államok sorát kellett meghódítania, melyek túlnyomó többségét arámi dinasztiák kormányoztak. Rendszeresen átkelt az Eufrátesz folyón, hogy elérje a gazdag mediterrán államokat, ahol a szétforgácsolódott szíriai területeken kezdetben viszonylag könnyen lehetett hadizsákmányhoz jutni.

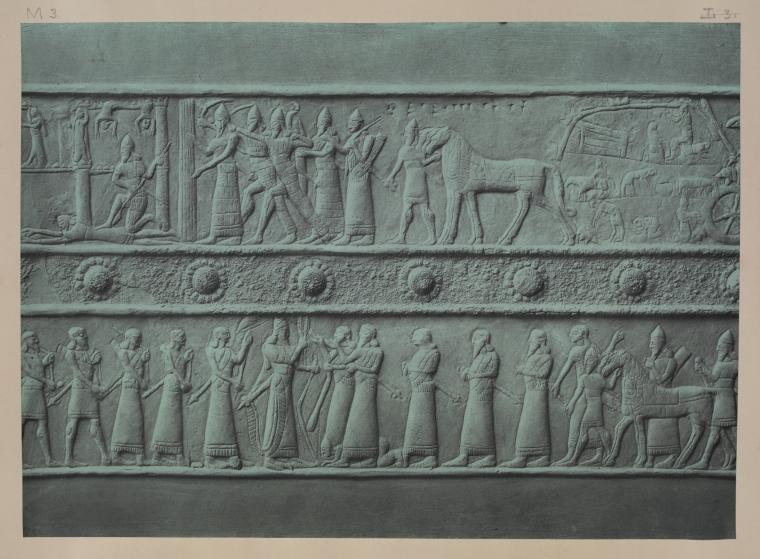
Részlet a báláwáti kapu domborműveiből, London, British Museum

Uralkodásának kezdetén négy évig a Bit-Adini arámi állam ellen vezetett hadjáratokat. Később az asszír előrenyomulás ellen Damaszkusz vezetésével egy koalíció szerveződött Hamá, Izrael, a föníciai államok seregeiből arab és egyiptomi támogatással, amelynek i. e. 853-ban a karkari csatában úgy tűnik sikerült megállítania a hódítókat, bár Sulmánu-asarídu feliratában ezt nem ismeri el. Ezeken a feliratokon mindig győztesnek tünteti fel magát, azonban az ugyanarra a területre vezetett ismétlődő hadjáratok az ellenkezőjére utalnak, és még i. e. 838-ban is a damaszkuszi uralkodó ellen harcolt. A koalíció azonban a damaszkuszi uralkodó halála után szétesett, és Sulmánu-asarídunak sikerült felmorzsolnia a térség ellenállását. Damaszkuszt csak akkor hódította meg, amikor az elszigetelődött legfőbb szövetségeseitől. A nyugati kis államok közötti ellentétek miatt a területek egy részét viszonylag könnyű volt meghódítani, mert nagy részük a nyilvánvaló asszír erőfölény miatt az ellenállás helyett az adófizetést választotta. Ekkortól az Eufrátesztől nyugatra eső országok elismerték Asszíria fennhatóságát, de ezek a területek még sokáig nem épültek be szervesen a birodalomba.
Délkeleten három kháld törzzsel került összetűzésbe, közülük az egyiket legyőzte, a másik kettőtől hadisarcot kapott. A kháldok az arámiak egyik ága lehettek, de az ókori források következetesen megkülönböztették őket. Az Eufrátesz keleti partjánál fekvő területeket teljesen asszírizálták, az arámi várost, Til-Barsip-ot az uralkodóról nevezték át, és egy Pitru nevű központ lett a Szíria felé vezetett hadjáratok kiindulópontja. A folyó mellett erődláncot építettek, amely védte a határt. Húszévnyi uralkodás után a Taurus-hegység államai felé fordította a figyelmét, ahol az újhettita királyságok legyőzése után hozzáfért a dél-anatóliai bányákhoz. Fő célja nem a terület meghódítása, hanem hadisarc szerzése, a kereskedelmi utak feletti ellenőrzés és a nyersanyagforrásokhoz való hozzáférés biztosítása volt. Ezeket az államokat nem olvasztották be a birodalomba, hanem függetlenek maradtak, viszont adófizetésre kötelezték őket. 

### Urartu
Északon más volt a helyzet, mert az i. e. 9. században létrejött Urartu erős királysággá és félelmetes ellenféllé fejlődött. Már a század elején voltak összetűzések a két állam között, és mivel ezeket az asszír feljegyzések nem említik, vesztes hadjáratok lehettek. Urartu, a nehezen megközelíthető hegyi állam a Van-tó keleti partján fekvő fővárosával ellenőrizte azoknak a völgyeknek a bejáratait, amelyek a mezopotámiai síkságra vezettek. III. Sulmánu-asarídu ezt felismerte, és uralkodása kezdete óta tesztelte a térség ellenállását. I. e. 832 és i. e. 827 között öt hadjáratot is vezetett oda, de ennek nem hódítás, hanem zsákmányszerzés volt a fő célja, valamint az ellenséges hadsereg meggyengítése. Az asszírok ekkor találkoztak először a médekkel és a mannajokkal. Később azonban Urartu kelet és nyugat felé is terjeszkedni kezdett, területe fokozatosan egy félkört formált az asszír birodalom köré, és azzal fenyegetett, hogy elvágja a Földközi-tenger medencéjéhez vezető utakat. III. Sulmánu-asarídu  kétszer is a Van-tóhoz vonult, de nem ért el komolyabb sikereket. 

### Kapcsolatok Babilóniával
Délen nem próbálkozott Babilónia kontrollálásával, uralkodása alatt végig tiszteletben tartotta a korábban kötött békeszerződést. Asszíria és Babilónia azóta voltak szövetségesek, amióta II. Adad-nirári asszír és I. Nabú-suma-ukín babilóniai uralkodó kölcsönösen feleségül vették egymás lányait, és kijelölték a két ország közötti határvonalat. III. Sulmánu-asaridu szövetséget kötött Nabú-apla-iddínával, és amikor annak fia, II. Marduk-zákir-sumi a trónra került, támogatta fellázadt öccse ellen vívott háborújában. Elfoglalta a Diyála folyó melletti Mé-Turnatot, majd később együttes erővel lerohanták a keleti hegyekben lévő Alman városát, ahol megölték a lázadót. Ezután III. Sulmánu-asarídu meglátogatta Babilónia legfontosabb vallási központjait (Nergal kútai, Marduk babiloni és Nabú borszippai templomát), áldozatokat mutatott be az isteneknek és ajándékokat adott a templomoknak. A babiloni uralkodóval megerősítette az együttműködést, amit az asszír király trónjának lábazatába vésett domborművön örökítettek meg. A dombormű egyéni jellegzetessége, hogy az egymással kezet fogó mindkét uralkodót egyforma nagyságban, egyenrangúnak ábrázolták, ami nagyon ritka az asszír képzőművészetben, amelyben az asszír uralkodót mindig magasabbnak mutatták környezeténél.
A jelentős katonai aktivitás ellenére Sulmánu-asarídu idejében a birodalom nem volt terjeszkedő állam, a hadjáratokat azért vezették, hogy stabilizálják a II. Assur-nászir-apli által kijelölt határokat, zsákmányt szerezzenek, és adófizetésre kötelezzék a szomszédos államokat. Ahogy III. Sulmánu-asarídu  egyre idősebbé vált, a helyi előkelőségek hatalma növekedni kezdett, és sikeres uralkodása ellenére uralma Asszírián belüli, nagy területekre kiterjedő lázadásokkal végződött.

## Hanyatlás

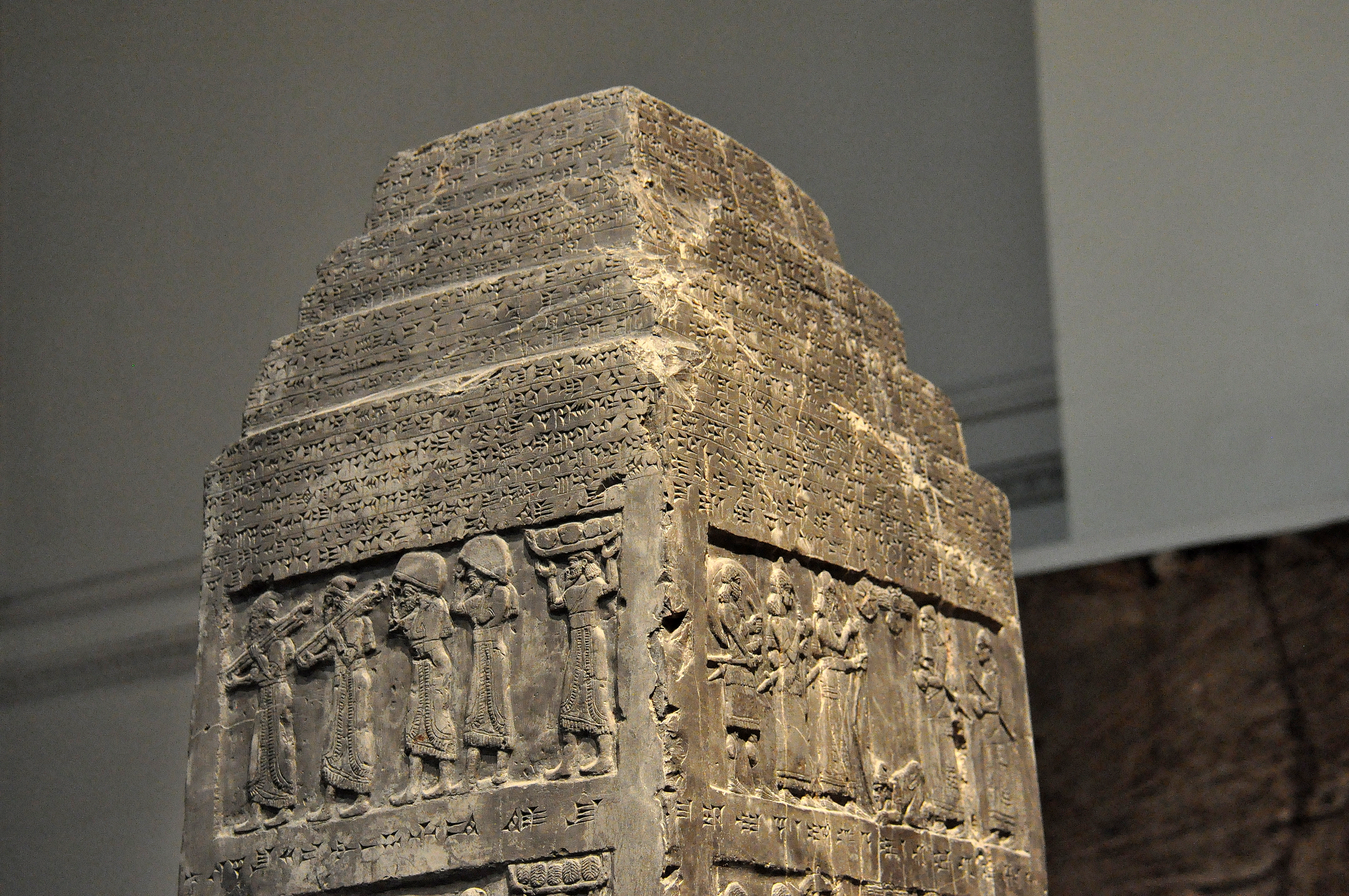
A Fekete Obeliszk részlete, London, British Museum

A Kalhuban talált Fekete obeliszk felirata szerint i. e. 832-ben és utána négy évig nem az uralkodó, hanem fővezére, Dajján-Assur vezette a hadjáratokat. Ennek az lehetett az oka, hogy a már több mint 30 éve a trónon ülő uralkodó belefáradt az állandó háborúskodásba. Ez a döntés feszültséget okozott a királyi családon belül, ugyanis a trónörökös mellőzöttnek érezhette magát, ezért i. e. 827-ben lázadást robbantott ki, amely az uralkodó i. e. 824-ben bekövetkezett halála utánig elhúzódott.
Ezzel a lázadással kezdődött a krízis, amely i. e. 827 és i. e. 745 között több mint hetvenöt évig tartott. A kutatók véleménye szerint ez a régi asszír nemesség felkelése volt válaszul arra, hogy a meghódított területekről egyre több befolyásos ember került a hatalom közelébe. Ezt a feltételezést támasztja alá, hogy a felkelés bukása után az új arisztokrácia befolyása drámaian megnőtt, különösen a hadsereg főparancsnokáé, akinek hatalma időnként nagyobb volt, mint a törvényes uralkodóé. Ezen kívül Urartu is problémát jelentett, folyamatos támadásai veszélyeztették a birodalom egységét, és észak-szíriai szövetségeseivel ellenőrzése alá vonta a kereskedelmi útvonalak egy részét, és ezzel komoly gazdasági gondokat okozott. A tulajdonképpeni asszír terület nem volt veszélyben, de nagy volt a zűrzavar, és járványok pusztítottak mialatt az uralkodó fiai az utódlásért harcoltak. 

### V. Samsi-Adad és III. Adad-nírári

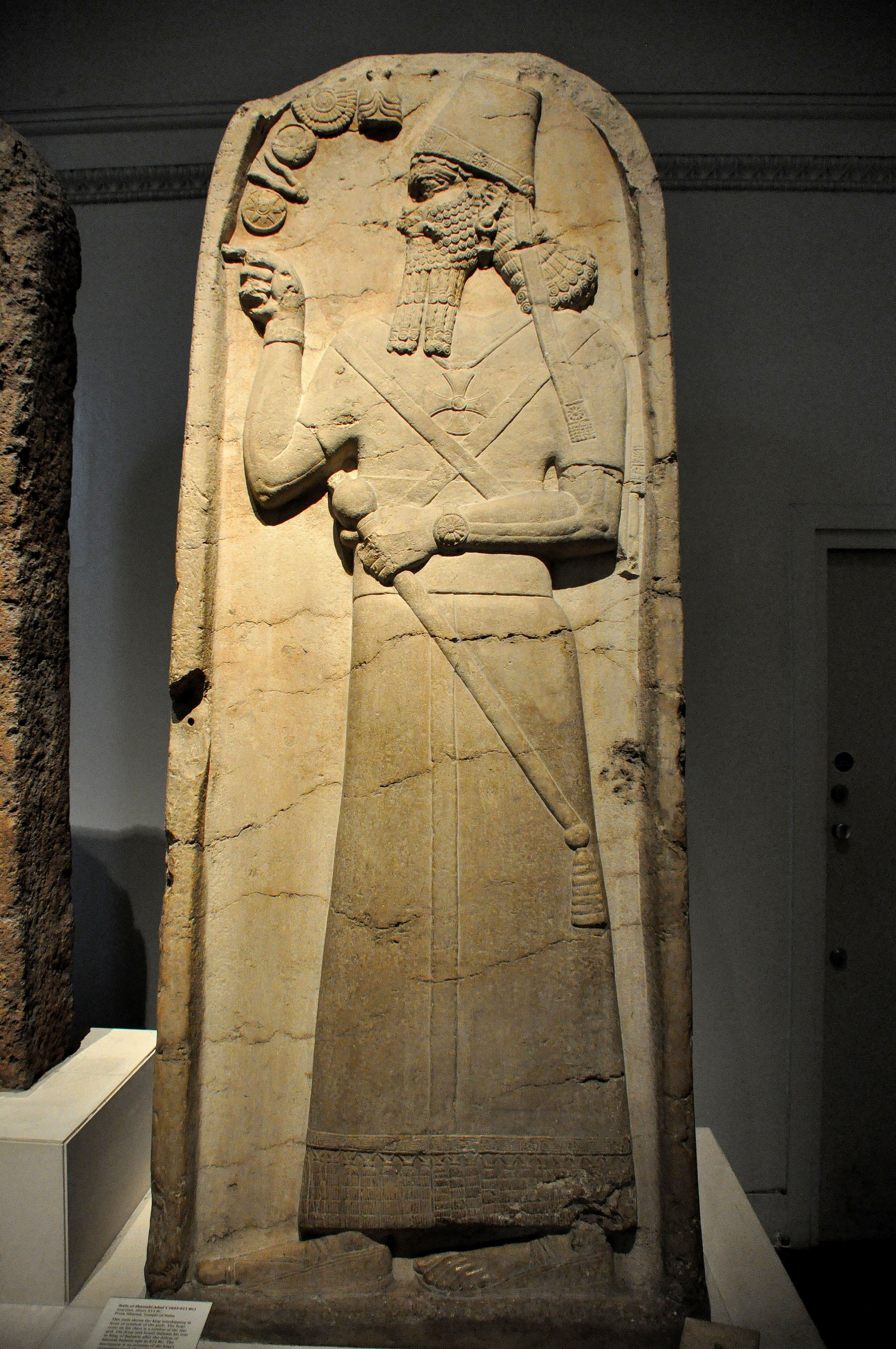
V. Samsi-Adad sztéléje, London, British Museum

A felkeléshez a királyi székhelyt kivéve valamennyi fontosabb város csatlakozott, mégis III. Sulmánu-asaridu egy másik fia, V. Samsi-Adad (i. e. 823 – 811) szerezte meg a hatalmat, feltételezhetően a babiloni Marduk-zákir-sumi segítségével. Ennek az lett a következménye, hogy V. Samsi-Adad kénytelen volt egy számára előnytelen szerződést kötni és elismerni alárendelt szerepét. Néhány évvel később azonban beavatkozott a babilóniai belügyekbe, feltételezhetően egy ottani trónöröklési szabálytalanság lehetett az ürügy. Foglyul ejtette Marduk-zákir-sumi fiát, apjához hasonlóan áldozatokat mutatott be Babilónia legfontosabb szentélyeiben, és csapatai úgy feldúlták az országot, hogy 12 évig nem volt elismert uralkodója. Többi hadjárata nem volt ennyire pusztító, északra és északkeletre vezetett kisebb jelentőségű rablóhadjáratokat.
Korai halála után fia, III. Adad-nirári (i. e. 810 – 783) fiatalon került a trónra. Uralmának első öt évében anyja, Sammuramat (Szemiramisz) szokatlanul befolyásos pozíciót foglalt el, és döntő szerepet játszott a dinasztia stabilitásának megvédésében, amikor biztosította fiának a trónutódlást. III. Adad-nírári korából nem maradt fenn sok dokumentum, de ezekből úgy tűnik, hogy a hadjáratokat inkább a kormányzók szervezték meg, nem személyesen az uralkodó. Megpróbálta a feldúlt Babilóniában helyreállítani a normális állapotokat, és feltételezhetően Babilónia uralkodójának is tekintette magát. Az ő idejében Asszíria hatalma néhány területen csökkent, de még mindig fontos nemzetközi szereplő maradt.
Mivel a birodalom erősen centralizált módon működött, a zavargások óriási károkat okoztak. V. Samsi-adad idejében elvesztették a kontrollt Szíria felett, és számos állam megtagadta az adófizetést. Ezek a problémák az i. e. 9. század végén megakasztották a birodalom fejlődését, az állami adminisztráció és a központ egy kevésbé energikus uralkodó alatt már nem tudta ellátni feladatát. Az uralkodó dinasztia nem bukott meg, de túléléséhez meg kellett vásárolnia az állami tisztségviselők jóindulatát. Az uralkodó hatalma háttérbe szorult, és a helyi kormányzók és a magasabb rangú állami tisztségviselők egyes vélemények szerint gyakorlatilag függetlenné váltak. Feliratokat rendeltek, amelyeken uralkodóként jelenítették meg magukat, külső konfliktusokba avatkoztak be a király említése nélkül, és magában a királyi palotában is hatalmi harcok folytak. Az egyik helyi kormányzó, Raszappa helytartója például saját nevébe állíttatott sztéléket, és városokat alapított. Legbefolyásosabb a királyság nyugati részét ellenőrzése alatt tartó Samsi-ilu volt, aki saját nevében, a király említése nélkül vezetett hadjáratokat. A hanyatlás korszakából származó limmu-jegyzékek felkelésekről, járványokról tudósítanak, de a birodalom határai ennek ellenére szinte változatlanok maradtak.

## Fellendülés
I. e. 745 és i. e. 612 között Asszíria az egész Közel-Keletre kiterjesztette befolyását, időnként még Egyiptom egyes részeit is uralta. Az ekkor egymást követő hat uralkodó mind erős és rátermett államférfi volt. Bár mind a hatan ugyanahhoz a családhoz tartoztak, gyakran csak nehezen tudták megszilárdítani hatalmukat, mivel nem elsők voltak az utódlási sorban.
Az i. e. 8. század első felében Asszíria elvesztette a képességét arra, hogy rendszeres hadjáratokat vezessen. A provinciák tisztségviselői magukhoz ragadták a hatalom egy jelentős részét, arról viszont megoszlanak a vélemények, hogy valójában mennyire voltak függetlenek, mivel kinyilvánított függetlenségük lehetett csak szóbeli, mialatt közben az uralkodónak engedelmeskedtek. Bármi is volt a helyzet, az bizonyosra vehető, hogy az i. e. 8. század uralkodói nem voltak karizmatikus vezetők, és az államhatalom is meggyengült. Közben Urartu kiterjesztette befolyását Szíria északi részére, és ezzel veszélyeztette a birodalom összeköttetését a Földközi-tengerrel. Végül i. e. 762 és i. e. 759 között számos település, köztük a főváros, Assur is fellázadt a királyi hatalom ellen. A helyzet III. Tukulti-apil-ésarra idejében változott meg, ő és utóda, II. Sarrukín újjászervezte az államot, újból majdnem minden évben hadjáratokat vezetett, és új területeket olvasztott a birodalomba. A belső átszervezés a helyi előkelőségek hatalmának csökkentésére, ezzel egy időben az uralkodó hatalmának növelésére fókuszált.

## III. Tukulti-apil-ésarra

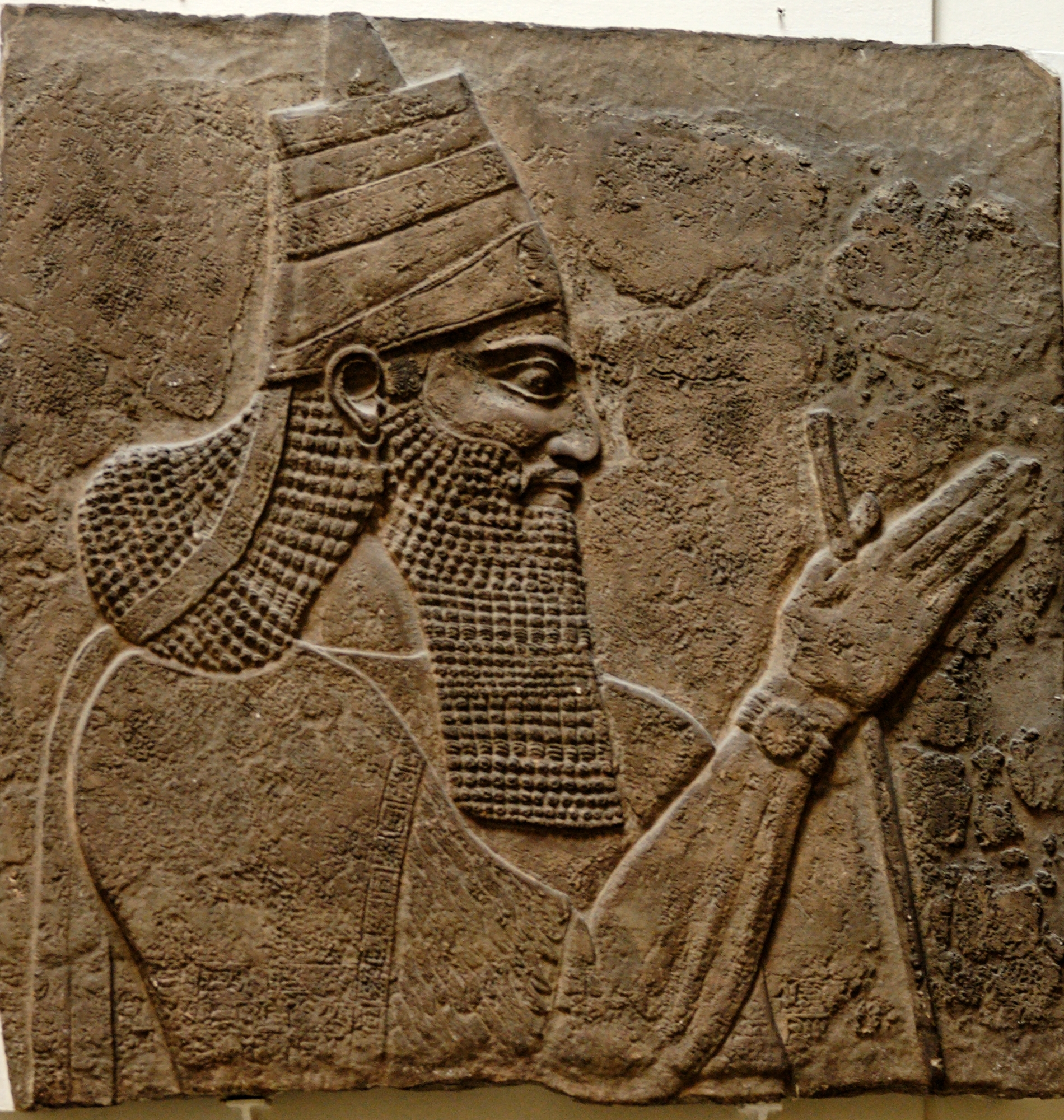
III. Tukulti-apil-ésarrát ábrázoló dombormű Nimrudból

A történészek általában III. Tukulti-apil-ésarrát tartják az Újasszír Birodalom igazi megalapítójának, de nyilvánvaló, hogy ő csak továbbfejlesztette és rendszerezte a korábbi adminisztrációs folyamatokat. III. Tukulti-apil-ésarra, a bibliai Tiglat-Pileszer (i. e. 745 – 727) gyanús körülmények között három viszonylag gyenge uralkodó után került a trónra. Feltételezhetően trónbitorló volt, mert trónra lépése előtt lázadás tört ki, és erre utal az is, hogy feliratainak egyike sem említi származását.
Ő teremtette meg azt az Asszíriát, amely korábban nem látott nagyságú birodalom volt. Külpolitikai sikereit az országon belüli átfogó reformok alapozták meg. A hagyományos, de nehezen kezelhető tartományokat kisebb, jól kormányozható egységekre bontotta, és ezeket magas rangú állami hivatalnokok kezére bízta. A régi provinciákat két részre osztotta, kormányzóik helyett kevésbé befolyásos tisztségviselők igazgatták őket, számukat tizenkettőről huszonötre emelte. A magas tisztségeket viselők gyakran eunuchok voltak, hogy megelőzze helyi dinasztiák kialakulását. A meghódított területek korábbi uralkodóit nem hagyta meg a helyükön vazallusként, hanem Asszíriához hű hivatalnokokat nevezett ki helyettük. Politikájában a közvetlen fennhatóság elvét követte. Megreformálta a hadsereget is, ekkor került sor az állandó hadsereg felállítására. A hódítások mellett gyakran beleavatkozott a kisebb, önkéntes szövetséges szomszédos államok harcaiba is.
Uralkodásának elején a déli területekre koncentrált. Legyőzte az ott élő arámi törzseket, bevonult Szipparba, és átvette Babilon, Borszippa és Kúta templomaiban az áldozati ajándékok maradékát, amit csak a babilóniai uralkodó kaphatott meg. Feliratai szerint egészen a Perzsa-öbölig eljutott, és a birodalomhoz csatolt az Eufrátesz (Asszíria hagyományos határa) túloldalán lévő területeket is. Felvette a Sumer és Akkád királya címet, de lehetővé tette, hogy a babilóniai uralkodó megtartsa trónját. Babilóniában ekkor fordult elő először, hogy kháld csoportok próbálták elámi segítséggel megszerezni az uralmat, ami állandó destabilizáló tényezőt jelentett a térségben.

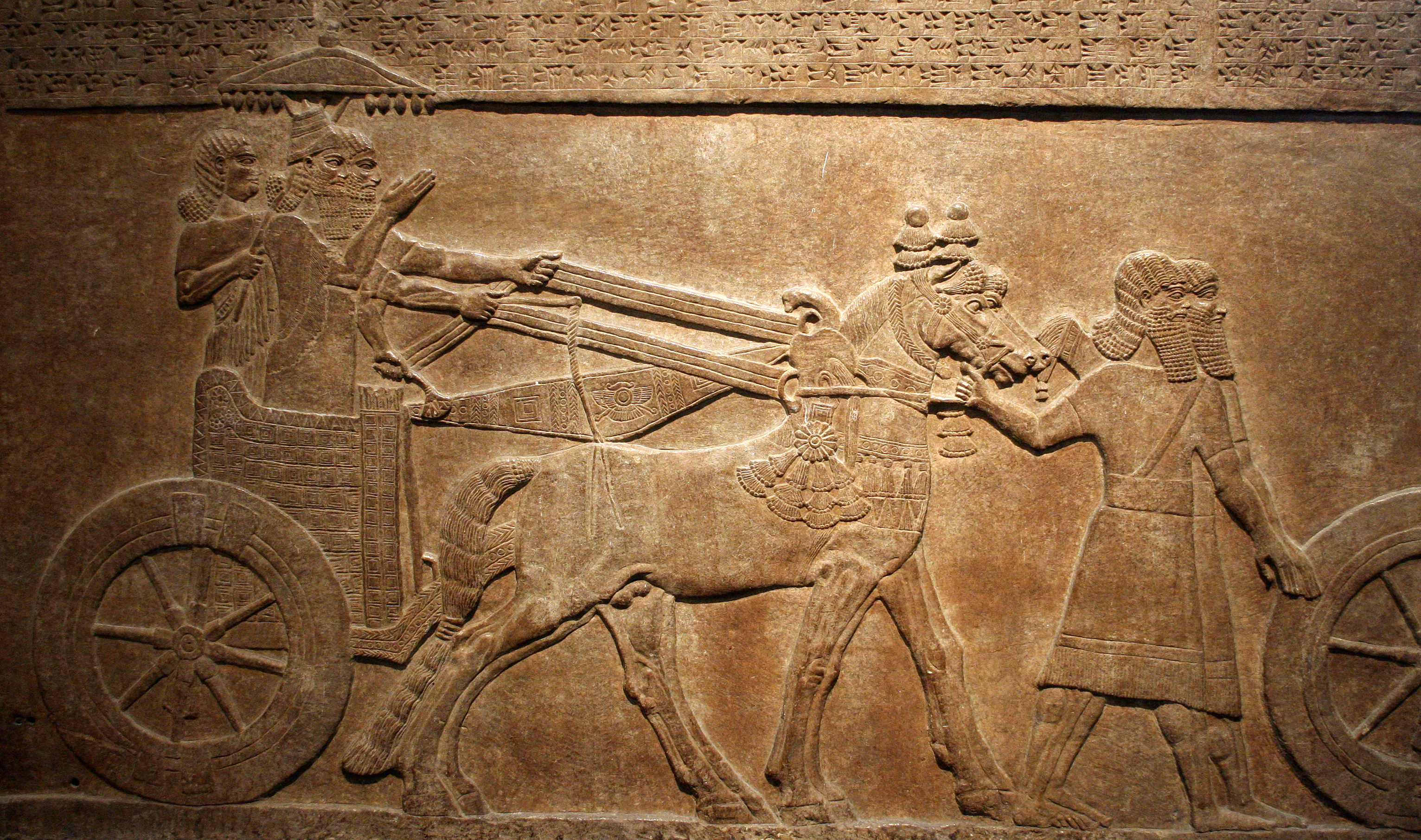
Dombormű Tukulti-apil-ésarra palotájából, London, British Museum

 Az államszervezés mellett III. Tukulti-apil-ésarra olyan területek meghódításába fogott, amelyek messze távolabb helyezkedtek el a tradicionális anyaország határaitól. Első ízben az Eufrátesztől nyugati irányba is elkezdte terjeszteni a hatalmát, ahol provinciák rendszerét hozta létre Szíria és Levant kis államaiból. Eredetileg valószínűleg nem ez volt az asszírok szándéka, de a helyi ellenállás annyira erős volt, hogy a térséget közvetlen ellenőrzés alá kellett vonni. A meghódított területek egy részét már létező provinciához csatolták, más részéből új tartományt hoztak létre.
Egy terület beolvasztása három lépcsőből állt, először azzal próbálkoztak, hogy a helyi uralkodót adófizetési kötelezettség mellett a helyén hagyták, később ha ez nem működött, asszírbarát helyi előkelőt ültettek a trónra, és ha még így is ellenállást tapasztaltak, ekkor beolvasztották a területet provinciaként, ami teljesen megfosztotta autonómiájától. Utódai ezután már majdnem minden meghódított területet automatikusan provinciává alakítottak át. Erre a folyamatra példa a filiszteus városállamok és Izrael meghódítása. Uralkodásának vége felé adófizetői közé tartoztak Szíria, a Taurusz-hegység arámi és újhettita államai, Izrael, Júda és Gáza, Ammon, Moáb és Edom államai, valamint arab törzsek.
I. e. 743-ban az urartuiak által vezetett koalícióval került szembe, a mai dél-törökországi Kommagéné mellett győzelmet aratott, és egészen az urartui fővárosig előrenyomult, de nem ostromolta meg azt. Uralkodásának végére megsemmisítette Urartu nyugati irányú hódítási törekvéseit, míg utódainak az i. e. 8. század végére sikerült a veszélyes vetélytársat semlegesíteni. Uralkodásának végén az asszír tartományi rendszer magába foglalta az észak-szíriai államok egy részét, (Arpad, Pattina), Dél-Szíria egyes részeit (Damaszkusz), a vazallus államok közé tartozott a dél-törökországi Kummuhi és Szamal, az egyiptomi határ felé Gáza, Izrael és Júda, valamint keleten a mezopotámiai síkságtól az Iráni-fennsíkig terjedő területek egy része.
Fia, V. Sulmánu-asarídu, a bibliai Szalmanasszár (i. e. 726 – 722), csak négy évig uralkodott, és apjához hasonlóan Asszíria mellett Babilónia királyává koronázták. Rövid uralkodásának évkönyvei nem maradtak fenn, de a Biblia szerint ő foglalta el Szamáriát, Izrael fővárosát, és száműzte annak lakosságát.

## II. Sarrukín

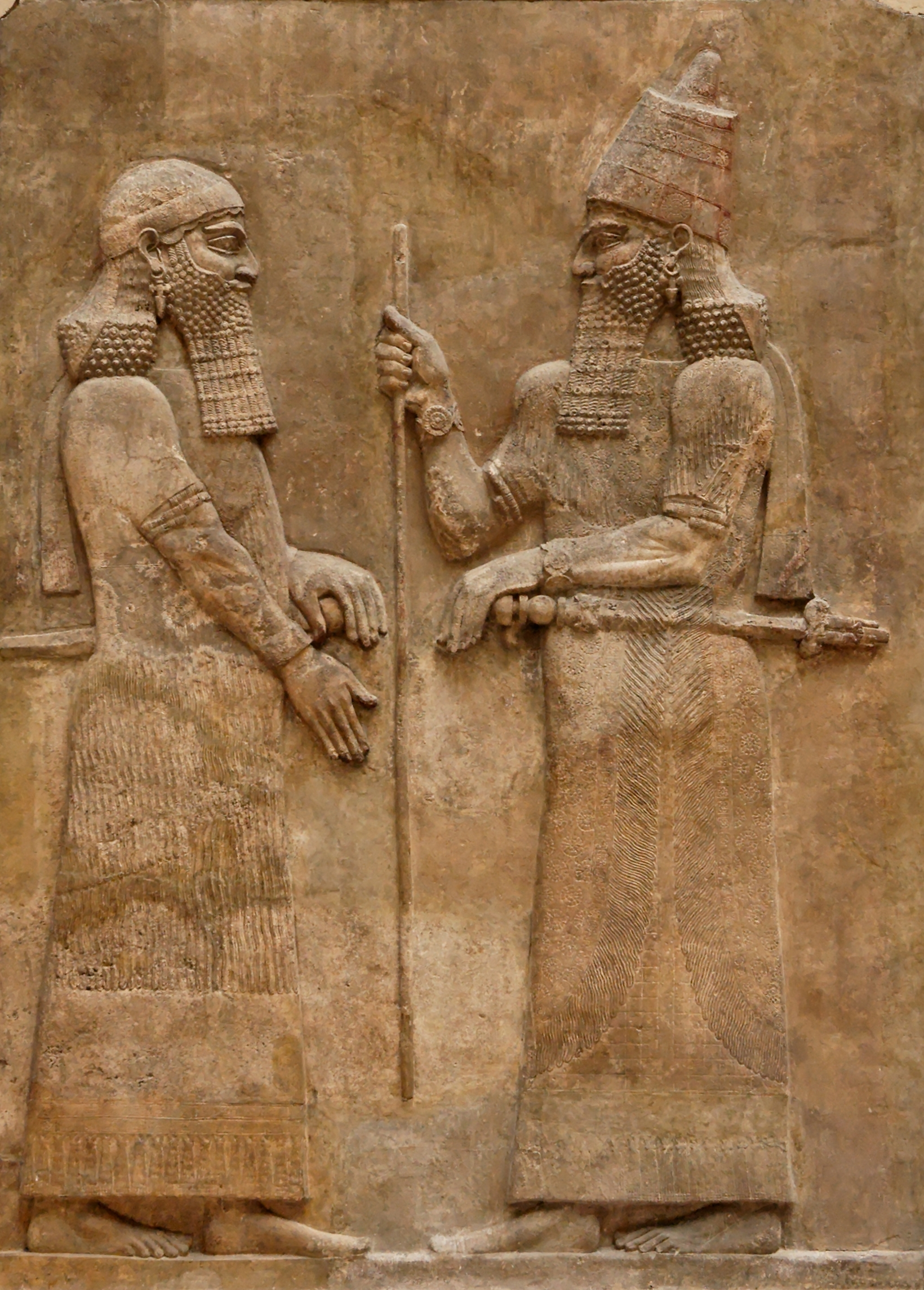
II. Sarrukín és egy magas rangú tisztviselő, Párizs, Louvre

II. Sarrukín, a bibliai Szargon (i. e. 721–705) zavaros körülmények között került trónra. Származását egy felirat sem említi, így valószínűsíthető, hogy nem V. Sulmánu-asarídu kijelölt utóda volt, hanem III. Tukulti-apil-ésarrának a fia, és feltételezhetően egy erőszakos katonai puccs révén szerezte meg a trónt V. Sulmánu-asaridutól. Uralmának első két évéről nem maradtak fenn feljegyzések, ennek az lehet az oka, hogy lekötötte hatalmának megszilárdítása.
Uralkodása elején Kalhuban helyreállíttatta a zikkurat mellett álló északnyugati palotát, és Ninive közelében új főváros építését kezdte meg. Ez volt Dúr-Sarrukín, „Sarukkín erődje” a mai Iraki Horszábád falu mellett. A költözés oka ismeretlen, feltehetően valamilyen személyes ok lehetett, nem pedig gazdasági vagy stratégiai. Az új város építésénél a munkára kirendelt helyi lakosság mellett deportált hadifoglyokat is alkalmaztak. Az építkezés i. e. 717 és 707 között tíz évig tartott. A város több mint hét kilométeres fal mögött helyezkedett el, lakossága a birodalom különböző részeiből odatelepített csoportokból állt, akik mellé asszír hivatalnokokat kellett kirendelni. Dúr-Sarukkin építése még be sem fejeződött, amikor az alapító halála miatt elnéptelenedett.
Sarrukín uralma alatt Asszíria délnyugaton Palesztinától a Torosz-hegységig, keleten az iráni felvidékig, délen a hagyományosabb elámi területekig terjedt ki. Egyik legnagyobb problémája a Torosz-hegység sok apró állama volt, amelyek állandóan veszélyben érezték magukat a keletre az urartuiaktól, délre az asszíroktól, nyugatra a frígektől. Több kísérlet után, hogy a helyükön tartsa az ottani dinasztiákat, az asszírok végül kénytelenek voltak ezeket területeket is a birodalomhoz csatolni. I. e. 720-ban Babilóniába vezetett hadjáratot, ahol a zavaros politikai helyzet miatt a hatalom egy kháld törzsfőnök, II. Marduk-apla-iddína kezébe került. Dér mellett megütközött a babilóniaiak által támogatott elámiakkal, és bár mindkét oldal felirataiban győzelem szerepel, a csata feltételezhetően döntetlennel végződött, és az elkövetkező tíz évben a felek kerülték az összetűzést. Ezután nyugat felé vezetett hadjáratokat, ahol Hamá, Arpad, Szimurru, Damaszkusz és Szamária uralkodói, kihasználva a zűrzavart, felmondták az Asszíriával kötött megállapodásukat. Amikor az Egyiptom támogatását élvező Gáza is fellázadt, Sarrukín egészen az egyiptomi határig kiterjesztette az Asszír Birodalom fennhatóságát, és kísérletet tett arra, hogy ellenőrzése alá vonja az Eufrátesztől északra és nyugatra fekvő területeket is.

### Urartu

Urartu I. Rusza uralkodásának végén

Ahogy Asszíria erősödött, úgy próbálta hatalmát az Urartu szomszédságában fekvő területekre is kiterjeszteni, így elkerülhetetlenné vált a két állam közötti összecsapás. Egy, az iráni fennsíkon lévő vazallus állam miatt keveredtek konfliktusba. I. e. 716-ban: I. Rusza Urartu királya legyőzte a Nyugat-Iránban, az Urmia-tótól délre fekvő Mannaj ország királyát. Az asszír hadsereg onnan szerezte lóutánpótlását, tehát Urartu beavatkozása háborús oknak minősült. II. Sarrukín lerohanta Mannajt, válaszul Urartu mannaji erődöket foglalt el. I. e. 715-ben II. Sarrukín átkelt a Zagrosz-hegységen, és betört Urartu területére is. I. e. 714-ben úgy döntött, hogy hadjáratot indít a vazallusát zaklató két állam, Andia és Zikirtu ellen. Ennek viszont az lett a következménye, hogy Urartu segítséget nyújtott ezeknek az államoknak, ami miatt a két nagyhatalom nyílt harcba kezdett. A két államnak elvben volt közös határa, a gyakorlatban ez majdnem átlatolhatatlan hegyeket jelentett. Ha az asszírok át is keltek a hegyeken, vagy kerülőúton a hágókon keresztül el is jutottak urartui területekre, az ottani lakosok visszavonultak hegyi erődjeikbe, és az asszíroknak a hideg téli időjárás miatt hamarosan haza kellett térniük. Urartu elfoglalása nem szerepelt az asszír célok között, de vazallus államaik háborúskodásai okot szolgáltattak a hadjáratokra.

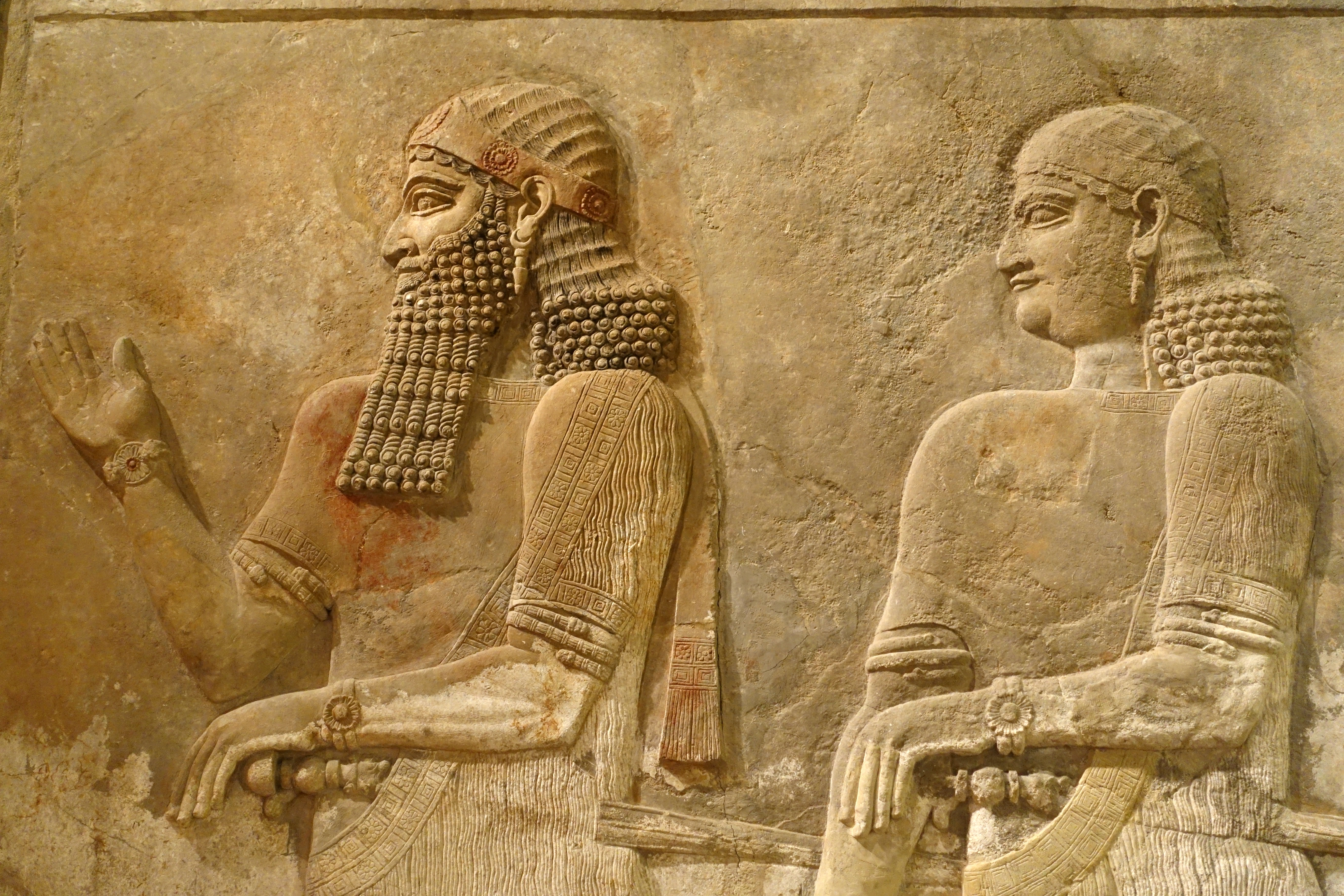
Dombormű Dúr-Sarrukínból, Chicago, Oriental Institute Museum

Az asszír és az urartui hadsereg az Urmina-tó délnyugati sarkánál megütközött egymással, és a kedvezőtlen hegyi viszonyok ellenére Sarrukín hadserege győzött. Ezután nem a két kisebb állam, hanem Urmia-tó irányába vonult, és elpusztította az öntözőrendszeréről híres Ulhu városát. Az ország központi területébe azonban nem vonult be, és az általa meghódított városok sem a legfontosabb központok voltak. Hazafelé kifosztotta a két nagyhatalom között ingadozó Muszaszír kis államát, amelynek uralkodója nem küldött követséget az asszírok táborába.
Felirataival ellentétben azonban Sarrukín győzelme nem volt teljes, és Rusza hamarosan visszaszerezte az elveszett területek fölötti hatalmát. Ekkor törékeny fegyverszünet jött létre, és száz éven keresztül nem került sor komolyabb összecsapásokra. I. e. 710 után Sarrukín dél felé vezetett hadjáratokat, ahol II. Marduk-apla-iddina uralkodott, és aki ekkor a déli mocsarakban keresett menedéket. I. e. 709-ben kinevezte magát Babilónia uralkodójává, majd i. e. 707-ben elfoglalta Dúr-Jakint, a korábbi babilóniai uralkodó törzsének székhelyét, és Babilóniát az Asszír Birodalom részévé tette. I. e. 705-ben Sarrukín hatalma csúcsán állt, de az anatóliai hercegségekkel vívott csatában életét vesztette, és holtteste is eltűnt, ami az asszír közfelfogás szerint nagy csapást jelentett.

## Szín-ahhé-eríba
Sarrukín halála után a birodalom olyan egységes maradt, hogy utódjának, Szín-ahhé-eríbának, a bibliai Szennahéribnek (i. e. 704 – 681) nem kellett harcolnia a hatalomért. El akart határolódni elődje balsorsától, ezért felirataiban nem említette. Elhagyta Dúr-Sarrukínt, és fővárosát a termékeny gabonatermő síkságon fekvő Ninivébe helyezte át. Uralmának első éveit Ninive újjáépítésére fordította. A várost terméskővel szegélyezett téglafallal vették körül, az új fellegvár palotákat és templomokat is magába foglalt. A királyi palotát domborművekkel díszítették, amelyek az uralkodó győzelmeit ábrázolják. Hatalmas csatornaépítő programot kezdeményezett, a vizet a Ninive körül elhelyezkedő termőföldek öntözéséhez használták fel. A területen új növényfajokat kezdtek el termeszteni, köztük a gyapotot. Uralkodása kezdetén sikerült megfélemlítenie a legtöbb délnyugati államot (Büblosz, Asdód, Ammón, Edom és Moáb), ezek harc nélkül behódoltak. Felirataival ellentétben uralmát nemcsak győzelmek, hanem felkelések és vereségek sorozata is jellemezte. A 24 év alatt nem foglalt el új területeket, hanem az apja által meghódított térség megtartására törekedett. Utóda Assur-ah-iddína idején azonban más államok (Szandurari, Szidón) egyiptomi támogatással fellázadtak Asszíria ellen, aminek egy Egyiptom elleni asszír támadás lett a következménye. 

### Babilónia problémája

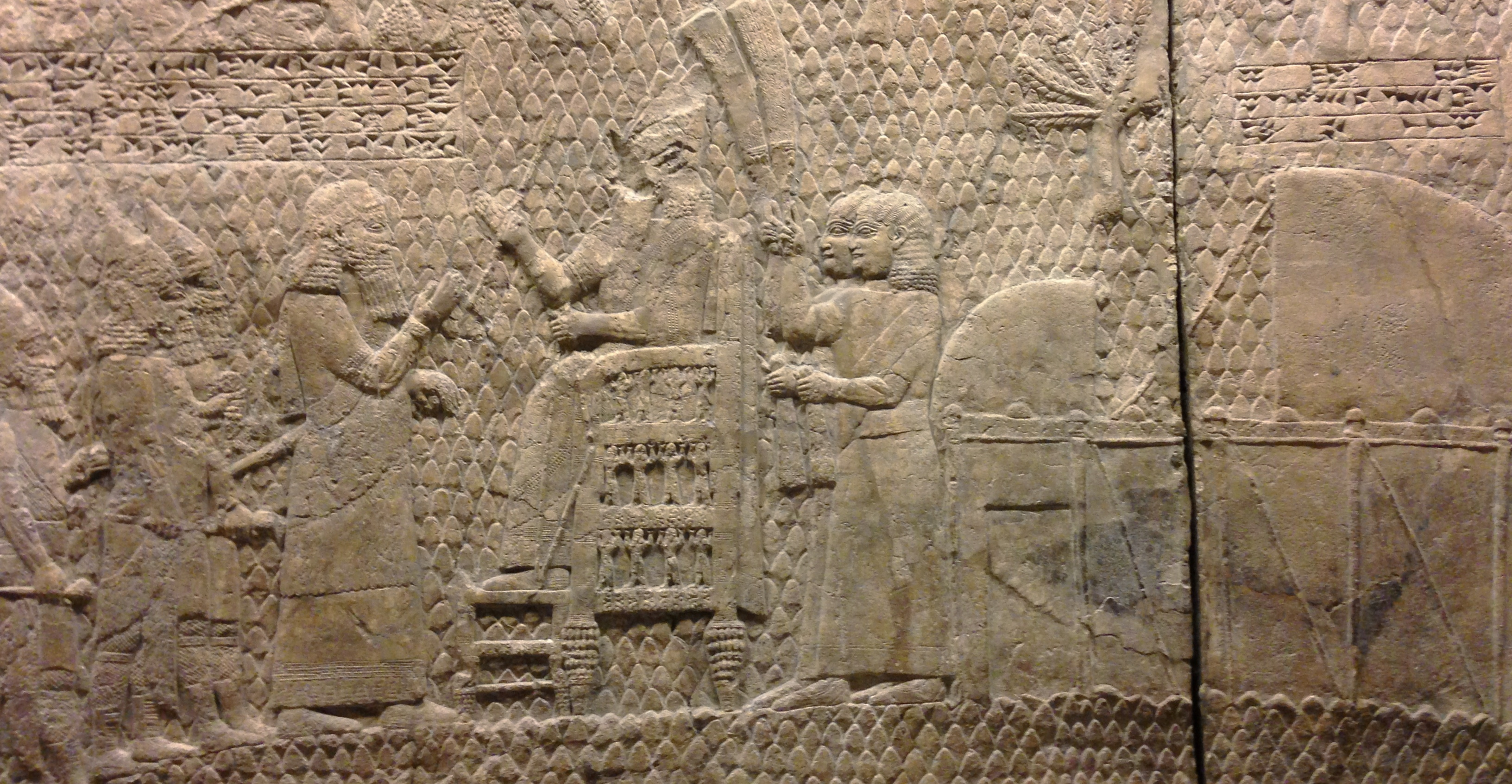
A trónon ülő Szín-ahhé-eríba szemlét tart legyőzött ellenségei fölött, London, British Museum

Asszíria soha nem tudta megnyugtatóan rendezni Babilónia kérdését. Nem engedhették meg egy erős és ellenséges állam létezését déli határaikon, viszont nem akarták nyíltan Asszíria egyik provinciájává tenni. Ennek feltehetően az volt az oka, hogy Babilónia alapvetően befolyásolta az asszír kultúrát és vallási életet, emiatt különleges elbánásban részesítették. A hagyományos mezopotámiai civilizációt képviselte, és az asszírok is elismerték főistenét, Mardukot. Babilónia uralmához hozzátartozott az is, hogy a király évente személyesen jelenjen meg a fővárosban tartott szertartáson, és ez sokszor lehetetlen volt, amikor az uralkodó a birodalom másik részében tartózkodott. Babilónia komoly ideológia problémát is okozott, mivel a birodalmat Assurból, vagy valamelyik más fővárosból kormányozták, de soha nem Babilónia területéről, miközben úgy érezték, vallásilag és kulturálisan is tőle függnek. Ez a probléma soha nem oldódott meg, csak Asszíria bukásával vesztette el jelentőségét.
Ezen kívül Babilónia nem volt homogén terület, az ősi városokat és egyben kulturális központokat körbevevő vidéken törzsi csoportok laktak, az ország legdélebbi része, a "Tengerföld" kiterjedt mocsarak miatt a hagyományos katonai módszerekkel ellenőrizhetetlen volt. Ezekben a  mocsarakban találtak menedéket a kháldok, akik Asszíriával vetélkedtek a babiloni trónért. Az utolsó hat asszír király idejében Babilonban körülbelül húsz hatalomátvétel történt, az aktuális uralkodó pedig lehetett
- személyesen az asszír király
- az asszír király egyik családtagja
- egy helyi uralkodó, akit az asszírok ültettek a trónra
- egy helyi, Asszíriától független uralkodó
- egy erősen Asszíria ellenes kháld uralkodó.[38]

A gyakori változások a helyi ellenállás jelentős erejét, valamint Asszíria tehetetlenségét bizonyítják a helyzet rendezésében. Elám királya gyakran segítséget nyújtott ehhez az ellenálláshoz, szolgálataiért pedig fizetséget követelt. A Babilóniával kapcsolatos frusztráció és a különböző kísérletek a terület kontrollálására részletes dokumentumokban jelennek meg, főleg Szín-ahhé-eríba idejéből maradtak fenn források. Uralkodása alatt Babilóniában hét hatalomátvétel történt. Amikor elfoglalta Asszíria trónját, felvette a Babilónia királya címet is, amely ugyanakkor egy különálló királyság maradt. Két évvel később a helyi születésű II. Marduk-zakir-sumi megdöntötte hatalmát, akit viszont néhány hét múlva az erősen asszírellenes II. Marduk-apla-iddína taszított le a trónról. Marduk-apla-iddína korábban hűségesküt tett II. Sarrukínnak, ezt azonban az uralkodó halála miatt nem tartotta érvényesnek.
Szín-ahhé-eríba első hadjáratát ezután dél felé vezette, és Kúta mellett megütközött a kháldok, babilóniaiak, arámiak, elámiak egyesített seregével, és legyőzte őket. Elfoglalta Babilont, elfogta az uralkodó családját, de Marduk-apla-iddibának sikerült a mocsarakba menekülnie. Az asszírok ekkor a Szín-ahhé-eríba udvarában nevelkedett Bel-ibnit nevezték ki Babilónia uralkodójának. Ekkor az ország elvesztette autonómiájának egy részét, bábállam lett belőle, és a kháldok visszaszorításához asszír segítségre volt szüksége. A kháld zavargások leveréséhez az asszír uralkodónak még egy hadjáratot kellett vezetnie, ekkor Bel-ibnit kivégeztette, és i. e. 700-ban legidősebb fiát, Assur-nádin-sumit ültette a helyére. Marduk-apla-iddía kénytelen volt elámi területre menekülni, és ott is halt meg, halálának időpontja ismeretlen. Assur-nádin-sumit hat évvel később a babiloniak egy elámi hadjáratot kihasználva elfogták, és átadták az elámi királynak. Ekkor Babilóniának újra helyi királya lett egy kháld vezér, Musézib-Marduk, aki egy kháldokból, arámiakból, elámiakból és babiloniakból álló asszírellenes koalíciót szervezett, a költségek nagy részét a templomok kincstárából fizette. Őt Szín-ahhé-eríba hamar eltávolította, a fővárost viszont nem sikerült elfoglalnia. Újabb hadjáratot vezetett a kháldok és elámi szövetségeseik ellen, a mocsarakban vette fel velük a harcot, úgy hogy föníciai hajókat úsztatott le a folyókon. I. e. 691-ben Halule mellett, az asszír határ közelében megütköztek, de egyik oldalnak sem sikerült egyértelmű győzelmet aratnia. Az elámi király halála után azonban Babilónia szövetséges nélkül marad, ekkor az asszírok ostrom alá vették a fővárost, és tizenöt hónapig tartó ellenállás után, i. e. 689-ben sikerült elfoglalniuk. A győztesek kifosztották a települést, és a templomokból Assurba hurcolták az istenszobrokat. A házakat és a templomokat lerombolták, kincseiket elhurcolták, összetörték az istenszobrokat, a kincstárat kifosztották és deportálták a lakosságot. Kimerítve minden más lehetséges rendezési megoldást, Szín-ahhé-eríba romokban hagyta a várost.
Szín-ahhé-eriba utolsó évei békésen teltek, de i. e. 680-ban második fia, Arda-Mulisszi meggyilkoltatta. Az összeesküvésben nem zárható ki a babilóniai részvétel sem, de valószínűleg inkább dinasztikus oka lehetett.

## Assur-ah-iddína

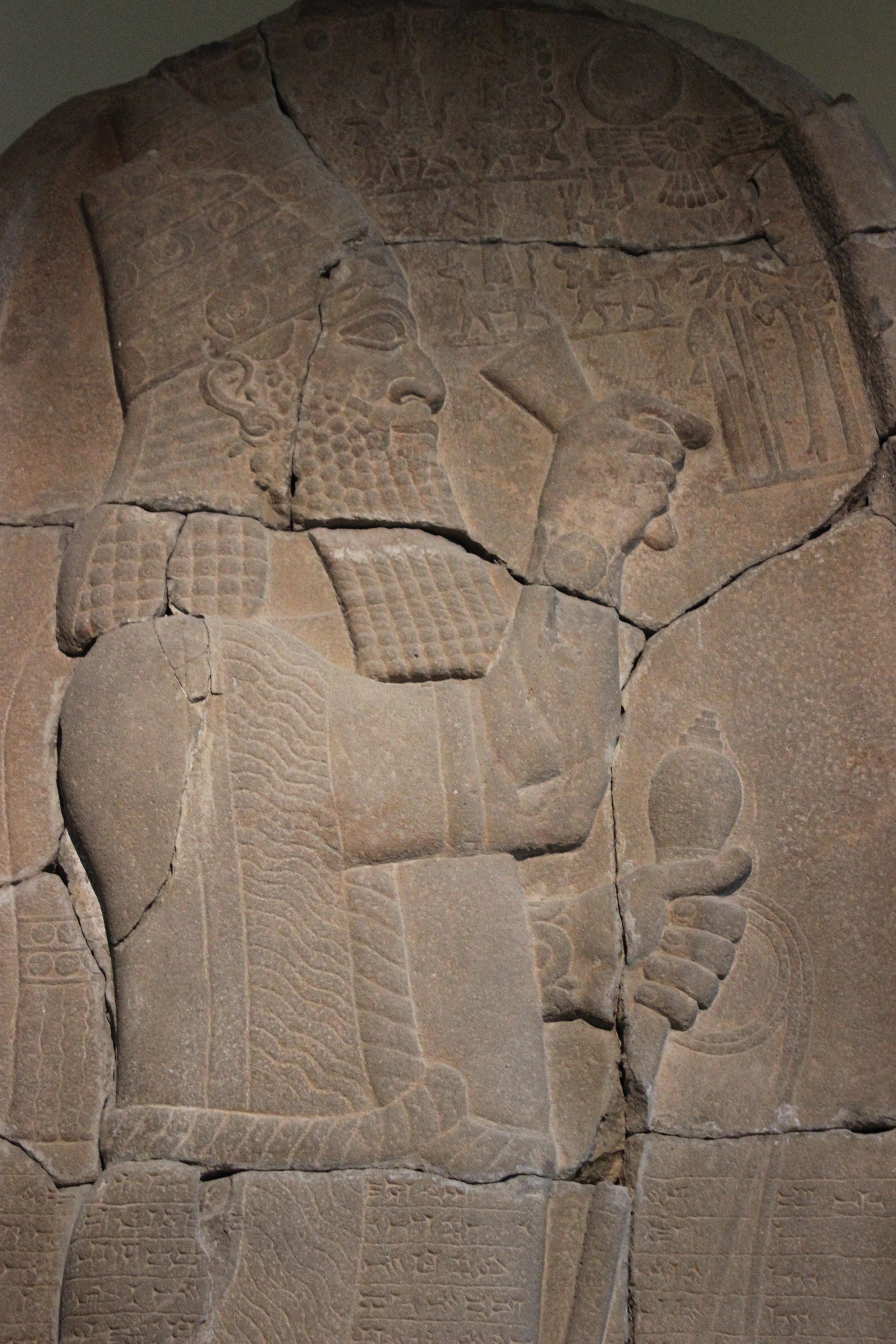
Assur-ah-iddína sztéléje, Berlin, Pergamon Múzeum

A trónt azonban Assur-ah-iddína, a bibliai Eszarhaddon (i. e. 680 – 669) szerezte meg anyjának, a megölt uralkodó egyik feleségének támogatásával. Megostromolta Ninivét, ekkor lázadó fivérei elhagyták az ország területét. Babilon túl fontos központ volt ahhoz, hogy sokáig romokban álljon, így Assur-ah-iddína trónra lépése után nem sokkal hozzálátott a város újjáépítéséhez. Felirataiban úgy tüntette fel magát, mint a két egyesített ország uralkodója, ez viszont nem volt fenntartható állapot, így uralkodásának vége felé két fiát jelölte ki utódjának a két ország élére. Assur-bán-apli, a fiatalabb kapta Asszíriát, idősebbik fia, Samas-sum-ukín Babilóniát.
Assur-ah-iddína elődje politikáját követve nem próbált területszerző hadjáratokat indítani keleti irányba, a Zagrosz-hegységben néhány kisebb államot az asszíroknak hűségesküt tett helyi dinasztiák irányítottak. Az elmaradt hadjáratokból az következik, hogy az asszírok már nem tudták hagyományos módszereikkel kezelni a helyzetet, ami már előrevetítette Asszíria bukását. Uralkodásának kezdetén vissza kellett szorítania a kimmerek és a szkíták terjeszkedését, akik Urartu területére is bemerészkedtek. A közös veszély hatására a két nagyhatalom békét kötött egymással. 

### Egyiptom
Egyiptom már az i. e. 9. századtól kezdődően támogatta a szír-palesztin ellenállást. A direkt konfrontáció a nagy távolság és az asszír belső problémák miatt a birodalom korai évszázadaiban lehetetlen volt, viszont Egyiptomot gazdagsága mindig is lehetséges célponttá tette. Egyiptomot az i. e. 8. század közepén Szudánból núbiaiak foglalták el, így közvetlenül hozzáférhettek az aranybányákhoz. Feltételezhető, hogy az országot csak indirekt módon kormányozták, az állami feladatokat helyi tisztségviselők látták el. Assur-ah-iddína legnagyobb sikereit nyugaton érte el, és miután vazallusokon keresztül konszolidálta a palesztin területeket, megtámadta Egyiptomot. I. e. 679-ben elfoglalta az egyiptomi határvárost, Arzát, de nem tudott komolyabb területeket szerezni. Bár már idős volt, további hadjáratokat vezetett, i. e. 674-ben a babiloni források szerint vereséget szenvedett, és csak i. e. 671-ben sikerült legyőznie Taharka fáraót. Elfoglalta Memphiszt, a fővárost, az egész ország asszír közigazgatás alá került, de a fáraónak sikerült elmenekülnie. Elfogtak egy núbiai herceget is, és óriási hadizsákmányt szereztek, amelynek nagy részét Babilon újjáépítéséhez használták fel. I. e. 669-ben újra Egyiptom felé vonult, de az odafelé vezető úton meghalt. A Nílus deltájában kinevezett vazallusok az uralkodó halála után Taharkát támogatták, és az egész országot visszafoglalták. Assur-ah-iddína utóda, Assur-bán-apli, az egyik leghíresebb asszír uralkodó lett, aki majdnem negyvenéves uralma alatt számos hadjáratot vezetett, és egy időre leverte Asszíria ellenségeit. I. e. 627-ben bekövetkezett halála után azonban a birodalom nem egészen két évtized alatt összeomlott.

## Assur-bán-apli

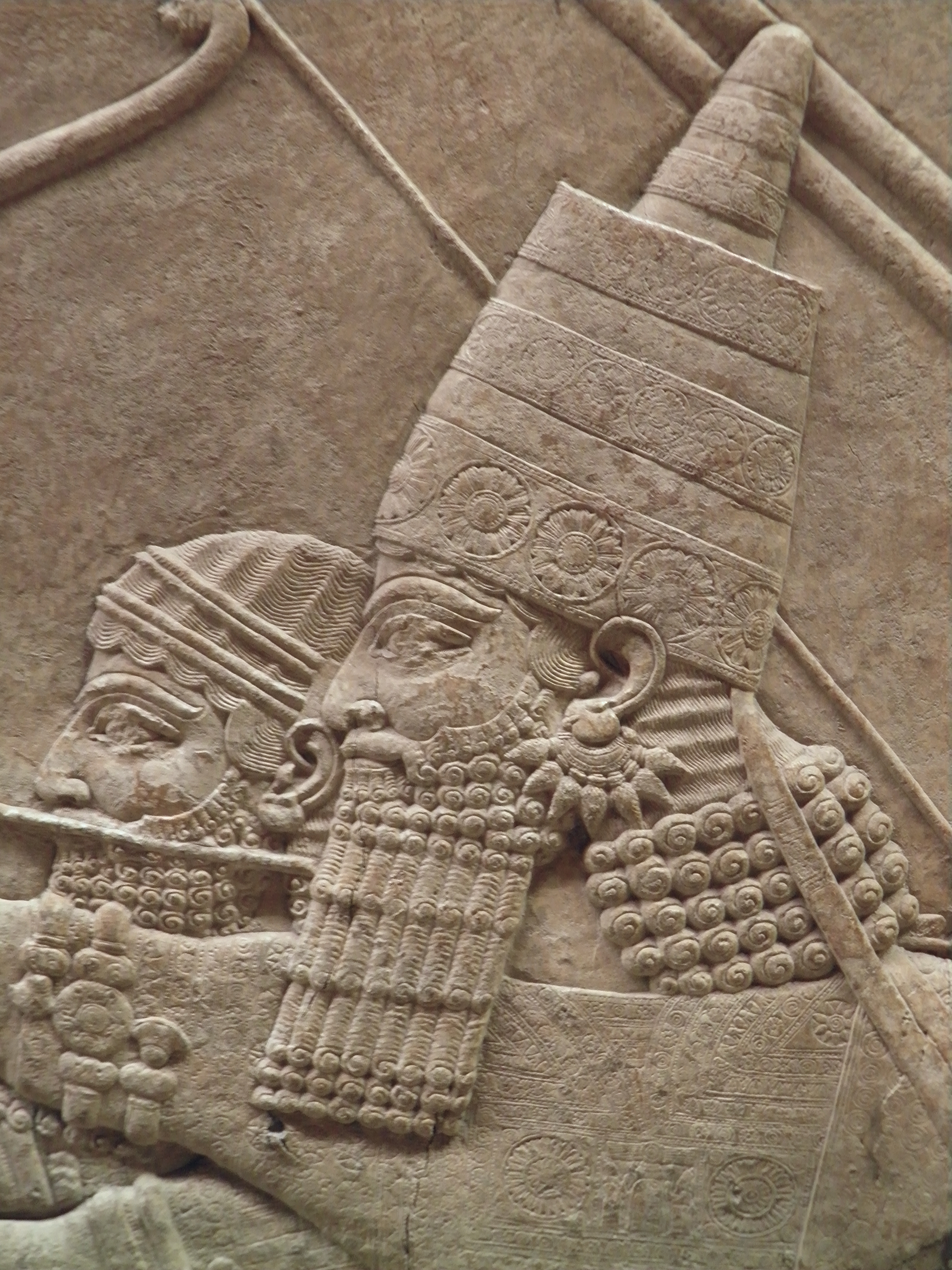
Assur-bán-apli oroszlánvadászat közben, dombormű Ninivéből, London, British Museum

Assur-bán-apli, a bibliai Asszurbanipál (i. e. 668 – 631/627) volt Assur-ah-iddina kedvenc fia, de bátyja, Samas-suma-ukin is jogosult volt a királyságra. Assur-ah-iddina Assur-bán-aplit nevezte ki az asszír trón várományosának, míg Samas-Suma-ukin részére a babilóniai trónt tartotta fenn, azonban nyilvánvaló volt, hogy Assurban van a hatalom. Assur-ah-iddina megeskette vazallusait, hogy tiszteletben tartják döntését, és halála után a hatalomátvétel harcok nélkül zajlott le.
Ő volt az Újasszír Birodalom utolsó nagy hatalmú uralkodója. Uralmának első felében folyamatosak voltak az összetűzések a sivatagi arabokkal, és teljesen fel kellett adnia Egyiptomot, viszont sikerült hatékony megoldást találnia a babilóniai problémára, többször is legyőzte Elám királyát, és sikeresen szembeszállt a fokozódó kimmer fenyegetéssel. Uralkodásának második feléből már ritkák a dokumentumok, valószínűleg nyilvánvalóvá váltak a problémák, amelyek rövid időn belül megbénították az egész államszervezetet. Assur-bán-apli a könyvtáráról is híres. Kezdeményezte, hogy írnokai kutassák fel és gyűjtsék össze az ékírásos irodalom teljes gyűjteményét. Az ékírásos táblákon olyan, a mezopotámiai irodalom remekművei közé tartozó műveket is találtak, mint a Gilgames-eposz és a Teremtés-eposz. Ekkor már érzékelhető volt egyfajta kulturális hanyatlás, ami azonban nem vetítette előre a birodalom pár évtized alatt történő teljes összeomlását. A könyvtár olyan kísérletnek tekinthető, amelynek az lehetett a célja, hogy megőrizze az ékírásos hagyományokat, amelyek kezdtek háttérbe szorulni a betűírás és az arámi nyelv mögött.
A két uralkodó közül Assur-bán-apli volt a dominánsabb, és testvérét egyfajta vazallusként kezelte, aki 16 év után szövetkezett Marduk-apla-iddina leszármazottjaival, és i. e. 652-ben keleten kháld, arámi és elámi segítséggel, nyugaton az arabok támogatásával fellázadt ellene. Azonban az egyesített hadsereg sem volt elég erős, hogy legyőzzék az asszírokat, így az i. e. 648-ig tartó lázadást leverték. A háború négy évig tartott, és mind a két ország erőforrásait kimerítette. Babilont hosszú ostrom után elfoglalták, és Samas-suma-ukin a harcok során kitört tűzvészben vesztette életét. Babilónia következő uralkodója az ismeretlen Kandalánu lett, aki egyes elméletek szerint nem különálló személy volt, hanem Assur-ban-apli babiloni trónneve.

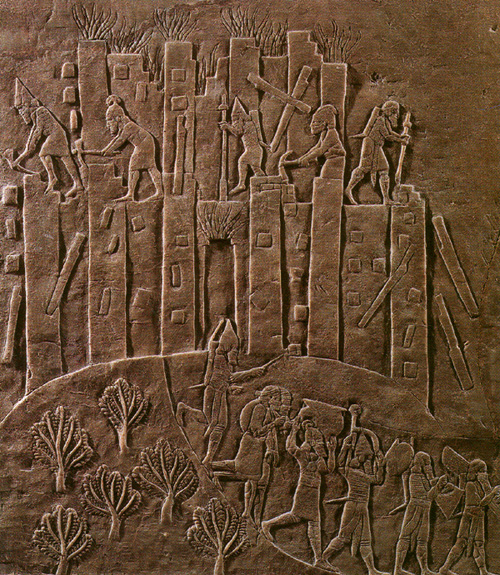
Szúza lerombolása, dombormű Ninivéből

Assur-bán-apli már korábban, i. e. 667-ben és i. e. 653-ban is vezetett hadjáratokat Elám ellen, majd i. e. 648-ban és i. e. 647-ben újra megtámadta a polgárháborúban testvérét támogató országot. Az utolsó hadjárat során legyőzte az elámi uralkodót, II. Humbanhaltast, ezután hadserege kirabolta és lerombolta a birodalom fővárosát, Szúzát. Ennek következtében a Szúzán túli területek uralkodói kezdeményező lépéseket tettek Asszíria felé, és Elám politikai befolyása szinte teljesen megszűnt. Az Elám bukása után támadt hatalmi űrt a médek kibontakozó állama töltötte be, akik Babilóniával összefogva, pár évtizeddel később, az Asszír Birodalom bukását okozták.

### Egyiptom
Assur-bán-apli már uralkodása kezdetén, i. e. 667-ben hozzálátott Egyiptom meghódításához. Memphisz mellett szír-palesztin vazallusok, Júda, Edom és Moáb segítségével legyőzte a fáraót, aki ismét elmenekült az asszírok elől, föníciai és ciprusi hajókon eljutott a Deltába, amely újra asszír kézre került. Ezután az egyiptomi területekre kinevezett vazallus uralkodók is fellázadtak, akiket elfogtak, és Ninivébe hurcoltak. Egyikük, Nékó meggyőzte Assur-bán-aplit hűségéről, így visszakerült Egyiptomba, majd vereséget szenvedett Taharka utódjától. Az asszír források nem említik az ez utáni eseményeket, de feltételezhető, hogy a vereség után Assur-bán-apli a kivonulás mellett döntött. Ezután Nékó igazgatta a területet, de az asszír csapatok távozása után Tanutamon núbiai király ragadta magához a hatalmat, amire  Assur-bán-apli i. e 664-ben és i. e. 663-ban újabb hadjáratokkal válaszolt. Ekkor már az ország középső részén álló ősi fővárosba, Thébába is eljutott, ahonnan óriási hadizsákmánnyal tért haza, és a núbiai befolyás is megszűnt Egyiptomban. i. e. 656-ban Nékó fia, az Asszíriában nevelkedett I. Pszammetik, akit az asszír uralkodó egy kisebb terület igazgatásával bízott meg, függetlenítette magát, és a lokális uralkodók is megerősödtek annyira, hogy megszabaduljanak az asszír fennhatóságtól. Később, az asszír birodalom utolsó éveiben Egyiptom segítséget nyújtott a keletről érkező fenyegetéssel szemben, és együttes erővel akadályozták meg, hogy Babilon elfoglalja Szíriát.

## A birodalom bukása
I. e. 640-ben a birodalom hatalma csúcsán állt, harminc évvel későbbre viszont teljesen megsemmisült. Az események menete főként babilóniai forrásokból rekonstruálható, a bukás okai nem teljesen tisztázottak, feltételezhetően a birodalom szerkezetében keresendők. A hanyatlás már Assur-bán-apli uralkodásának vége felé elkezdődött. I. e. 630-ban megszűnt az asszír jelenlét Levante déli részén, és Egyiptom töltötte ki az ott keletkezett hatalmi űrt. Assur-bán-apli után három király uralkodott gyors egymásutánban. Assur-etelli-iláni (i. e. 631/629 – 627), aki Assur-bán-apli fia és közvetlen örököse volt, Szín-sum-lisir (i. e. 623), egy hadvezér aki először a trónörököst támogatta, majd fellázadt ellene és Szín-sar-iskun (i. e. 627 – 612), Assur-bán-apli egy másik fia, aki általánosan elismert hatalmat gyakorolt Asszíria felett és i. e. 612-ig uralkodott. Voltak olyan időszakok, amikor mindhármukat legitim uralkodónak ismerték el. Az ilyen utódlási harcok nem voltak szokatlanok, de a meggyengült hatalom miatt a korábbinál súlyosabb következményekkel jártak. I. e. 627-ben elvesztették Babilóniát, ahol i. e. 626-tól egy asszír helytartó, Nabú-apal-uszur megszerezte a függetlenséget, fokozatosan az uralma alá hajtotta a délvidéket, és i. e. 616-ra annyira megerősödött, hogy megtámadta Asszíriát is.
A megbízható források hiánya miatt az események pontos menete nem rekonstruálható, de annyi biztosra vehető, hogy Nyugat-Iránban a médek, akik korábban valószínűleg az asszírok zsoldosai voltak és harcmodorukat is eltanulták tőlük, a babilóniaiakkal és a szkítákkal szövetkezve i. e. 614-ben kifosztották Assurt, majd i. e. 612-ben Ninivét. Ninive elvesztése döntő csapást jelentett a birodalomra, Sin-shar-ishkun, az asszír uralkodó is valószínűleg elesett a harcokban. Utóda II. Assur-uballit az észak szíriai Harránban még egyiptomi támogatással rövid ideig kitartott, de ez már csak formaság volt. Nem sokkal i. e. 610 után a birodalom gyakorlatilag már nem létezett. I. e. 605-ben egy Karkemis melletti csatában az asszír hadsereg egyiptomiakkal az oldalán súlyos vereséget szenvedett a Nabú-apal-uszur fia, II. Nabú-kudurri-uszur vezette babilóniai hadseregtől. Ezután a babilóniaiak elfoglalták Asszíria mezopotámiai területeit, míg az Anatóliában, Nyugat-Iránban és a Zagrosz-hegységben élők visszanyerték függetlenségüket. A birodalom legyőzése szokatlanul sok küzdelmet igényelt, ez a szívós harcmodoruk és annak következménye volt, hogy jelentős támogatást kaptak a szövetségeseiktől. Feltűnő, hogy nincs utalás arra, hogy a babilóniai hadsereget felszabadítóknak tekintették volna.
A győztesek elpusztították az asszír városokat, megcsonkították a korábbi uralkodók ábrázolásait, és felgyújtották a palotákat. A babiloni uralkodó Ninivéből származó hamuval tért haza, ezzel bosszulta meg városa korábbi lerombolását. Az asszír anyaország elvesztette városias jellegét, a megmaradt népesség kis falvakban élt a korábbi városok romjai felett. Egyes szíriai városokban megőrizték az asszír adminisztrációs gyakorlatot, de mindenhol a babilóniai királyt ismerték el új uralkodónak. A bukás után az asszír központi területeknek több évszázadra volt szükségük, hogy valamennyi gazdasági és politikai befolyást szerezzenek a Pártus Birodalom idejében.

### A bukás okai
A bukás fő oka az lehetett, hogy az egész államszervezet bizonytalan alapokra épült, és a belső, valamint a külső problémák együttese okozhatta a hirtelen összeomlást, amit a kortársak az istenek büntetésének tartottak az asszírok arroganciájáért és háborús tetteiért. A problémák, amelyek összessége a bukáshoz vezetett:
- a túlzott centralizáció, amikor egy nem kellően energikus uralkodó képességeit meghaladta a kormányzás feladata[50]
- a trónutódlási harcok, amelyek meggyengítették a birodalmat
- Asszíria túl mohó hozzáállása a meghódított területekhez, mivel a túlzott adóztatás miatt folyamatosak voltak a lázongások, és ezek elfojtása is sok energiát emésztett fel. A lázadások az utolsó időkben már egyre sikeresebbek voltak, és ahogy ezekről a területekről már nem érkezett jövedelem a viszonylag kicsi anyaország városaihoz és a nagy hadsereghez, azok már nem tudtak rendesen működni[50]
- az anyaországban is sok deportált lakos élt, aki nem voltak lojális a központi hatalomhoz[50]
- az anyaország mérete túl kicsi volt a provinciákhoz képest[51]
- az i. e. 7. században komolyabb népességcsökkenés következett be.[51]
- az ókori Közel-Kelet gazdagabb régiói az anyaországon kívül feküdtek, a központi terület a fővárosokon kívül csak egymással lazább kapcsolatban álló falvak összessége volt[51]
- a fővárosokat szinte csak a hadjáratok zsákmányából tartották fenn[51]
- a birodalom egyoldalúan a hadseregre és a haditechnikák fejlesztésére fordította az erőforrásokat, miközben a gazdaság háttérbe szorult[51]

## Egykorú források

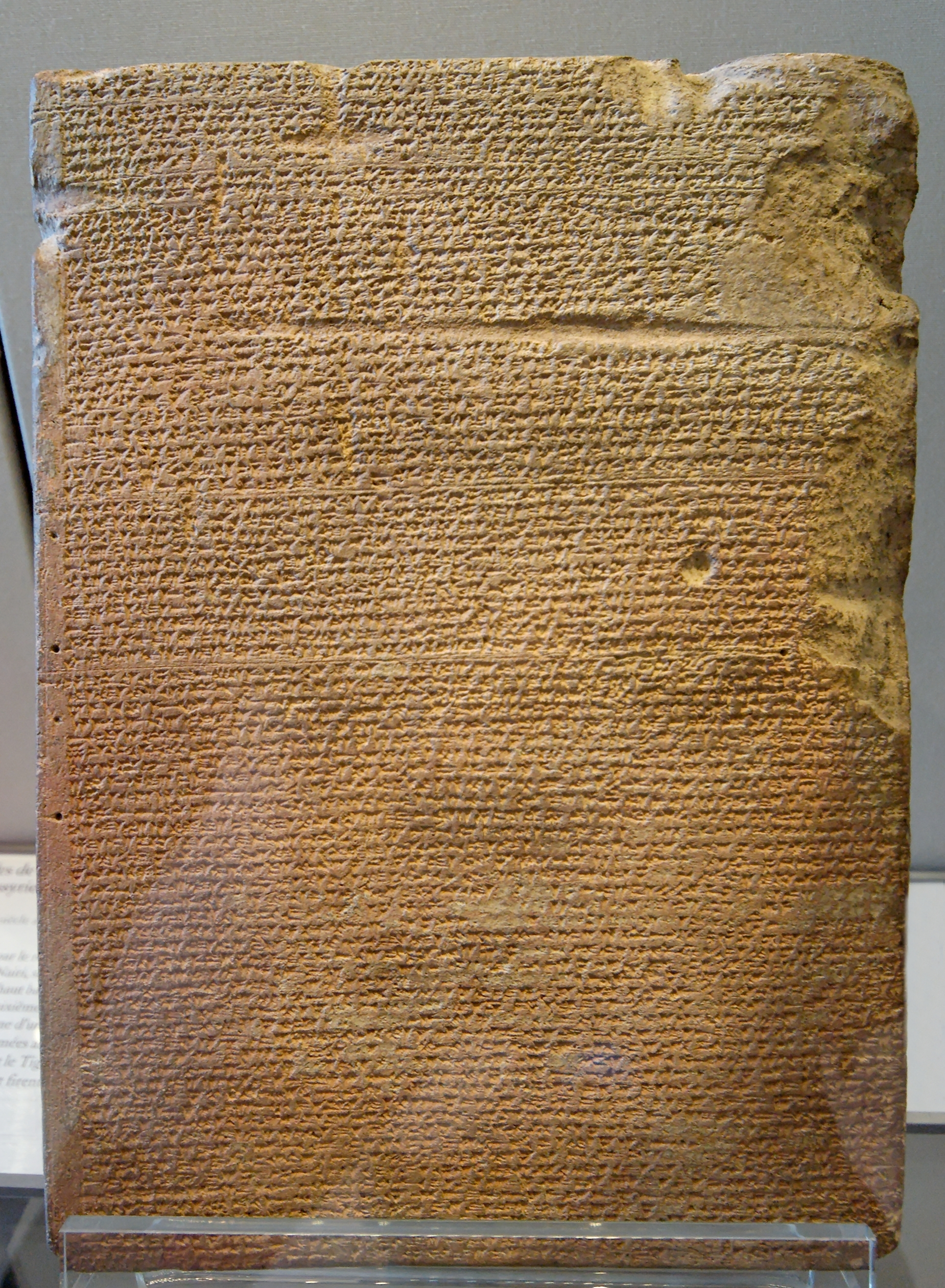
Évkönyv II. Tukulti-Ninurta idejéből, Párizs, Louvre

A centralizált erős államban sok dokumentum született, ezek túlnyomó többsége akkád nyelvű, és a legfontosabb városokból, Assurból, Kalhuból, Ninivéből és Dur-Sarrukínból került elő. A dokumentumok király mint hadvezér és építész tetteire helyezik a hangsúlyt, főképp az általuk vezetett hadjáratokra. A legrészletesebb források az úgynevezett „királyi évkönyvek”, amelyek felsorolják az évenkénti hadjáratokat és a legyőzött ellenségeket. Időnként csak neveket sorolnak fel, máskor részletesen leírják az asszírok tetteit. Nem meglepő módon ezek a feliratok egyoldalúak és gyakran megbízhatatlanok, mivel a vereségeket gyakran elhallgatták, vagy győzelemként tüntették fel. Más források, mint például a Biblia, vagy a babiloni krónikák, más szemszögből írják le ugyanazokat az eseményeket, ami lehetővé teszi egy árnyaltabb kép kialakítását. Az évkönyveknek több változata is létezik, minden változat valamilyen módon újraértelmezi a történteket, ebből következik, hogy mindig a legkorábbi a legmegbízhatóbb. Ezeket a királyi emlékiratokat gyakran külön erre a célra készített tárgyakra vésték, és fontos épületek alapjaiban vagy falaiban helyezték el. Feltételezhető, hogy a feliratok vagy az isteneknek készültek, vagy valamelyik következő uralkodó számára íródtak, mert csak uralkodó volt jogosult arra, hogy kiemelkedő jelentőségű épületek falait lebontassa tatarozás céljából.
Az évkönyveken kívül fontosak a nyilvánosság számára készült feliratok, ezek általában az uralkodói paloták szerves részei voltak, valamint a feliratozott sztélék, az obeliszkek és a sziklafeliratok. Témájuk ugyanaz, mint az „évkönyveké”, de rövidebbek azoknál.
Ezzel párhuzamosan minden évet egy-egy magas rangú állami tisztségviselőhöz rendeltek hozzá, és feljegyezték az év kiemelkedő eseményét is. Ezek az úgynevezett limmu listák, amelyek a birodalom szinte teljes fennállása idejéből, i. e. 910-től i. e. 649-ig hiánytalanul fennmaradtak. Az egyik lista megemlít egy i. e. 753-ban bekövetkezett napfogyatkozást is (ninivei napfogyatkozás), aminek segítségével az egész korszak pontosan datálható. A feljegyzések rövidek, de hasznosak, mivel nemcsak a diadalokról szólnak, hanem vereségek, belső lázadások, járványok, éhínségek is szerepelnek bennük. Ezen kívül fennmaradt még egy királylista, amelyben az i. e. 19. századtól az i. e. 7. századig felsorolják a babilóniai és asszír uralkodókat, valamint feltártak az állami bürokrácia által létrehozott több ezer dokumentumot és könyvtárakat is. Feltételezhető, hogy az ékírásos agyagtáblák mellett romlandó anyagokra is írtak, ezek azonban elpusztultak. Szinte minden dokumentum palotákból származik, mivel a városokban eddig szinte csak a legfontosabb épületeket vizsgálták meg.

## Államszervezet

### A királyi család
Az uralkodó volt a birodalom középpontja, aki köré az egész rendszer szerveződött, azonban egyre több utalás van arra, hogy uralmát bizonyos mértékben egyensúlyozta a hagyományos elit, élükön a pohárnokkal, a hadsereg főparancsnokával, a palota hírnökével, a fő gazdasági intézővel és Assur kormányzójával. Szoros kapcsolatban állt hatalmas arisztokrata családok egy csoportjával, amelynek tekintélye nem kizárólag a királyi kegyen múlott, hanem a leszármazás jogán tartott igényt rangokra és kiváltságokra. Bármely hivatalra történő kinevezés és az azzal járó anyagi haszon a királytól függött, és kezében tartotta  gyakorlatilag minden alattvalója életét. Assur isten akaratának végrehajtójaként tisztelték, akinek egyik fő feladata a háborúskodás volt. Minden háború megindítását úgy állították be, mint isteni akaratot az ellenségekkel szemben, aki Asszíria számára veszélyt jelentett, és a király felelőssége volt megszüntetni ezt a veszélyt. Az uralkodónak harcosként való megjelenése az asszír királyság legjellegzetesebb vonása, ők általában személyesen tervezték meg és vezették hadjárataikat.
A királyi házasodási gyakorlatról eddig kevés információ ismert. Az uralkodóknak több felesége volt, az azonban bizonytalan, hogy milyen szempontok alapján határozták meg rangsorukat, és ebből következően gyermekeik rangsorát. Asszír nőket, még a királynékat is csak kivételes esetekben ábrázolta a domborműveken, és a királyi szövegek sem hivatkoznak rájuk. A királyné és az anyakirályné nem gyakoroltak tényleges hatalmat.

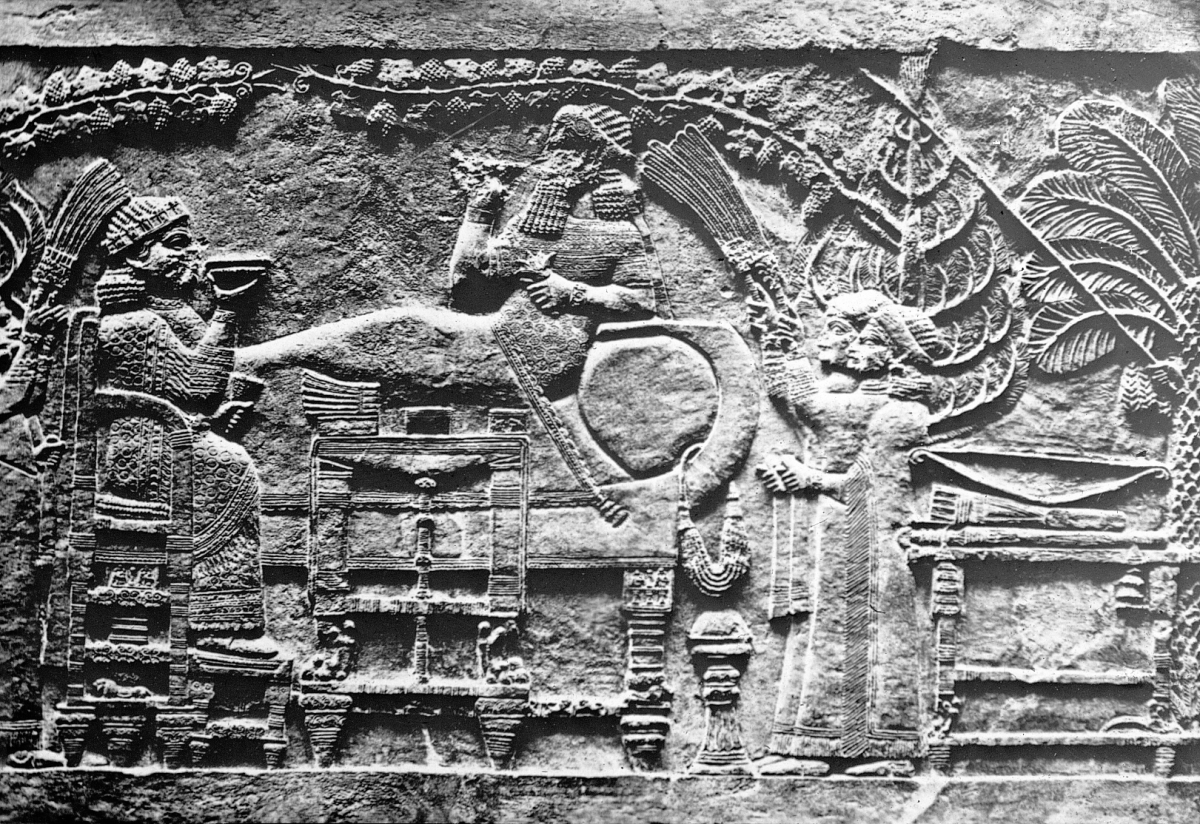
Assur-bán-apli az egyik királyné társaságában, New York, Brooklyn Museum

A király központi helyzete a rendszerben azt jelentette, hogy a trónutódlás döntő jelentőséggel bírt. A királyi örökös kiválasztását isteni jóváhagyás erősítette meg. Nem világos, hogy az uralkodónak mely fiait tartották választhatónak, általános szabályként a legidősebbet tekintették a trónörökösnek.  Azonban nem ismert, hogy milyen rangúak lehettek a különböző feleségektől született utódok. Legalább két esetben ismeretlen politikai megfontolás alapján a király egy fiatalabb fiát választotta utódjának. Az ilyen döntések komoly kockázatokat hordoztak, ugyanis belharcokat okozhattak a királyi udvarban. A trónörökös neveltetése magába foglalta a királyi etikett elsajátítását, a katonai képzettség megszerzését, valamint írnoki ismereteket. Ez utóbbi tükröződik vissza Assur-bán-aplinak azon törekvésében, hogy igyekezett minden írásba foglalt tudást Ninivében, a híres könyvtárában összegyűjteni.
A király gyermekeinek sorsát a (trónörökösön kívül) nehéz nyomon követni, még számuk is ritkán ismeretes. A király fiai általában fontos állami vagy templomi tisztségeket kaptak, ezen kívül udvari tisztségeket is betölthettek hozzájuk kapcsolódó katonai parancsnoksággal. II. Sarrukín egyik lánya az Asszíria és Phrügia között fekvő ütközőállam, Tabaal uralkodójához ment feleségül, majd férje lázadása és bukása után ő irányította tovább az országot. Feltételezhető, hogy nem minden hercegnőt házasítottak ki a birodalom érdekében, számos királyi utód az asszír arisztokrácia tagjaival házasodott. Úgy tűnik az uralkodó minden leszármazottjának elegendő vagyont biztosított.

### Államigazgatás
Az óriási terület miatt nagy és jól működő adminisztrációra volt szükség. A birodalom későbbi évszázadaiban a korábban viszonylag független területek is egyre nagyobb kontroll alá kerültek, és szinte az egész Közel-Keleten közvetlen asszír fennhatóság érvényesült. Az adminisztrációs tisztségekről nem sok információ maradt meg, fő jellegzetességük, hogy ugyanannak a tisztségviselőnek a feladatai egyszerre lehettek katonaiak, vallásiak és adminisztratívak. A királynak három főembere volt, a hadsereg főparancsnoka, a kancellár és a főudvarmester. Fontos szerepet töltött be még a főpohárnok is, aki gyakran diplomáciai küldöttségeket is vezetett.
A király és a lakosok mindkét oldalról elismert jogok alapján párbeszédet folytattak, a kialkudott kiváltságokat és megegyezéseket írásba foglalták. Figyelemre méltó, hogy miközben az uralkodó jogilag mindenható volt és elvben nem korlátozták törvények, a valóságban sokkal többször folytatott párbeszédet alattvalóival, mint ahogy azt korábban feltételezték. A hagyományosan elfogadott jogok védelmezése, az elnyomottakról való gondoskodás lényeges volt az isteni rend fenntartásában, és ha a király ilyen esetekben korrektül járt el, azt királyi erénynek tekintették.
A tartományi kormányzók voltak felelősek a rend fenntartásáért, az utak karbantartásáért, a kereskedelem biztonságának szavatolásáért, ezen kívül meg kellett szervezniük az adók eljuttatását a központba és a deportáltak útközbeni ellátását. Gondoskodniuk kellett a király és kíséretének ellátásáról, amikor azok áthaladtak a tartomány területén. A birodalom óriási mérete miatt rendkívül fontos volt, hogy a közlekedés gyors és megbízható legyen, a fontosabb településeket jól karbantartott utakkal kötötték össze. Ezek és a mellettük kialakított állomások fenntartása is a tartományi kormányzók kiemelt feladata volt. Nagy figyelmet fordítottak a lakosság vízellátására, és ösztönözték az újfajta gazdasági tevékenységeket, például kísérleteket tettek az indiai gyapot termesztésére, valamint meghonosították a méhészetet. A kereskedelmi tevékenységről nem maradt fenn bőséges dokumentáció, ennek az lehet az oka, hogy a tranzakciók jelentős részét romlandó anyagokra jegyezhették fel.

### Társadalmi csoportok
Az egyes társadalmi osztályok anyagi helyzete között óriási egyenlőtlenségek voltak. A király hatalmas vagyonnal rendelkezett, és a társadalom elit rétege (amelynek a népességen belüli aránya nem ismert) is nagyon tehetős volt. A fennmaradt szerződésekből kiderül, hogy a magas rangú állami tisztségviselők kiterjedt földbirtokokkal és nagy mennyiségű ezüsttel (sokszor több száz kilogramm) rendelkeztek. Ezen kívül az uralkodónak tett szolgálataik fejében további földbirtokokat is kaphattak, és kereskedelem révén is gyarapíthatták vagyonukat. Az adományozott birtokok lehettek egész falvak a bennük élő lakókkal együtt, házak, mezők, gyümölcsösök stb. A birtokok általában szétszórtan helyezkedtek el, és nem alkottak összefüggő területet. Egyes esetekben az uralkodó adómentességet is biztosított a részükre, ami szintén növelte a tulajdonosok vagyonát. A tisztségeket az uralkodó bármikor visszavonhatta, és másnak adhatta, és általában nem családon belül öröklődött. Eunuchok esetében a hivatal halálukkor visszaszállt az államra. Az adományozott birtokok, bár nagy kiterjedésűek is lehettek, valójában az uralkodó tulajdonában maradtak. Az ügyek intézéséhez számos írnokot kellett alkalmazni, és a Ninivében és Kalhuban feltárt 2300 agyagtábla feltételezhetően csak egy töredéke az összes dokumentumnak.
Az átlagemberek mindennapi életéről viszonylag kevés információ áll rendelkezésre, mert ásatásokat eddig szinte csak a paloták területén végeztek és nagyon kevés magánházat tártak fel. Legtöbben a mezőgazdaságban dolgoztak, mivel a birodalom, egész fennállása alatt, alapvetően agrártársadalom maradt. A nagyszabású öntözési és csatornahálózat kiépítése, illetve karbantartása minden kormányzat számára elsődleges jelentőségű volt. Állami utasításra a mezőgazdasági szempontok figyelembevételével falvakat alapítottak és betelepítették, az ott élő lakosok az államtól függtek. Létezett egy szabad paraszti réteg is, bár mivel egész falvakat is eladományozhattak, így szabadságuk erősen korlátozott lehetett. Az átlagos családok viszonylag kis létszámúak voltak, kis földterületet műveltek, szőlőt, gyümölcsöt, zöldséget termesztettek és állatokat tartottak.

### A kormányzás ideológiája
A király a teljes népességtől lojalitást várt el, időnként a lakosságnak az istenszobrok előtt fel kellett esküdni a király szolgálatára. Ezt az esküt a vazallusoktól is elvárták, és megszegése esetén az uralkodó az istenek nevében indított megtorló hadjáratot. A lakosság csak a helyi adminisztrációval került kapcsolatba, az anyaországban viszont egyes városok vezetői a királyi udvarban képviselték a palotától nem közvetlenül függő helyiek érdekeit. A hadjáratokról a lakosság a győzelmi felvonulások alkalmából értesült, néhánynak az eseményeit hangosan fel is olvasták nekik. A feliratok mindig gondosan megkülönböztették az „Assur földjét” a környező területektől, amelyek valamilyen megegyezés vagy szerződés alapján kapcsolatban álltak az uralkodóval és (még) nem kerültek vazallus státusba. A királyi retorika szerint ami a határokon kívül volt, nem lehetett civilizált terület. Az új városok megtervezett szerkezetükkel és védelmi rendszerükkel biztonságosnak és rendezettnek tűnt a lakosság számára. A királyi palota a legtöbb ember számára megközelíthetetlen volt, leginkább külföldi követek látogatták, ezért is kapták monumentális díszítésüket, ahol a királyt a világ urának ábrázolták. Ezen kívül a periférián, például Egyiptomban is hasonló célból az uralkodót ábrázoló sztéléket állítottak fel. Vallási türelmetlenség nem létezett, például a vazallusok Assur isten mellett saját isteneik nevében esküdtek hűséget.

### A hadsereg

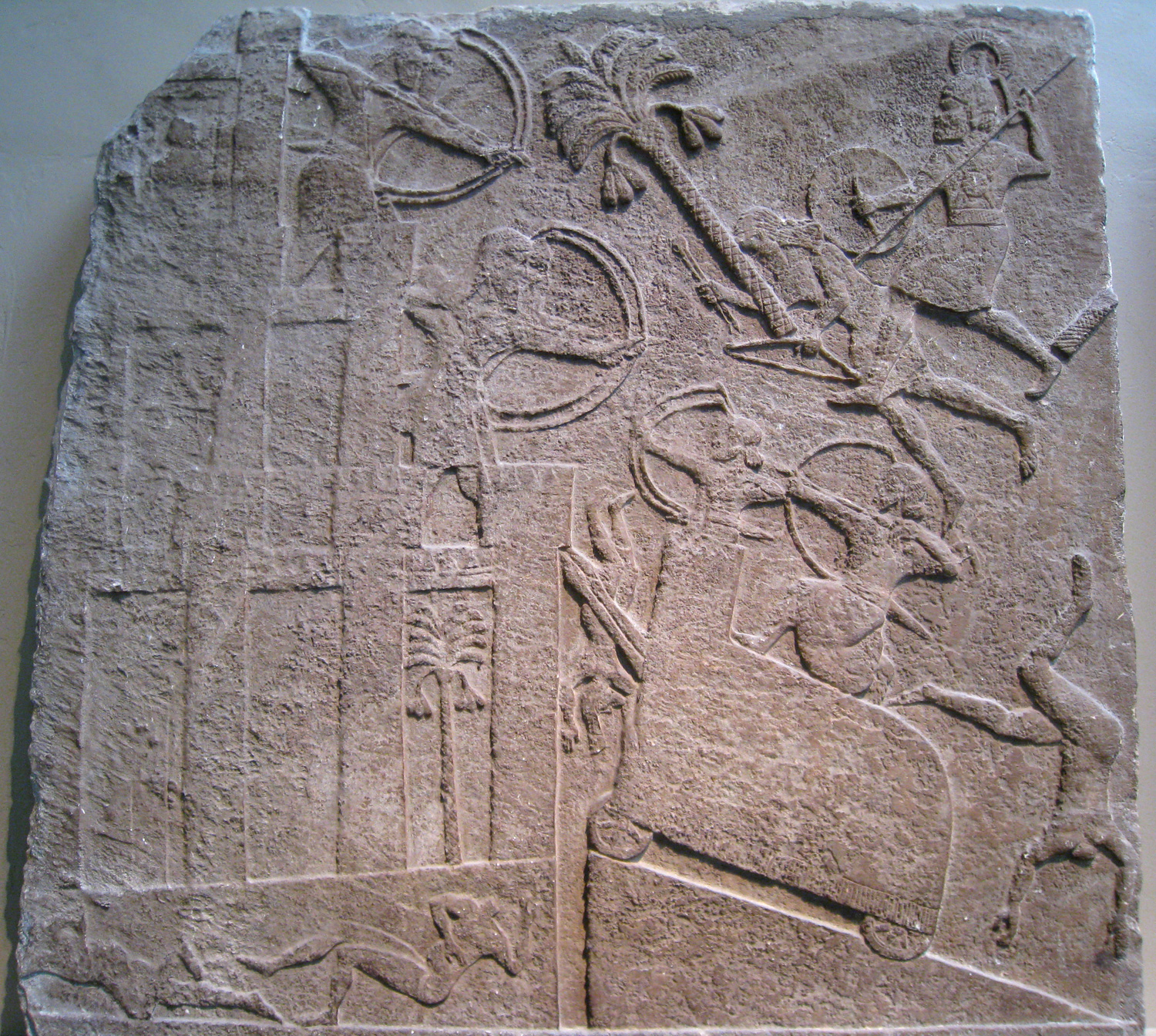
Asszír faltörő kos alkalmazása ostrom közben, London, British Museum

Az asszír hadtörténet egyik erőssége a mérnöki tudományok területén elért jelentős fejlődés volt, amely lehetővé tette, hogy az asszír uralkodók többféle terepen is győztes hadjáratokat vezessenek. Az asszír hadseregnek hegyvidékeken, erdős területeken, hágókon, a Perzsa-öböl mentén fekvő lápvidékeken kellett harcolnia, bemerészkedett az Arab-sivatagba, és olyan távoli országokba is eljutott, mint Urartu, Elám és Egyiptom. Asszíria katonai társadalom volt, a hadsereg alkotta az államszervezet gerincét és hierarchiáját. Minden férfit katonaként kezeltek, aki bármikor behívható volt szolgálatra. A struktúra tetején a király foglalt helyet, akinek legfőbb feladata az volt, hogy hadjáratokat vezessen Assur isten és az állam nevében. Elvben a király minden évben vezetett egy hadjáratok, és uralkodásának minden évét egy hadjárathoz kötötték. A gyakorlatban ezt nem lehetett megvalósítani, bár a katonai tevékenység valamilyen szinten folyamatos volt. Az uralkodó sokszor közvetlenül is részt vett a harcokban, erre bizonyíték II. Sarukkín csatában bekövetkezett halála.
A király alá nagy, piramisszerű, tisztekből álló hierarchia tartozott, ők látták el az állami feladatokat. Köztük a legmagasabb rangúak egyben provinciák kormányzói is voltak, például a hadsereg főparancsnoka a Harrántól a Felső-Eufrátesz völgyéig terjedő stratégiailag fontos területért felelt. Ezek az emberek kezdetben nagyhatalmú asszír családok tagjai voltak, később, az i. e. 8. századtól eunuchok váltották fel őket, hogy ezzel is csökkentsék a helyi előkelők hatalmát.
Kezdetben hadjáratokat csak nyáron vezettek, aratás után, amikor kevesebb munka volt a földeken, a hegyi utak járhatóbbak voltak, és a folyókon is könnyebben keltek át. Később állandó hadsereget állítottak fel, ez az év bármely szakában bevethető volt. A katonák számáról megoszlanak a vélemények, valószínűleg a több százezer fős becslések túlzóak, a valós szám ötvenezer fő körülire tehető. Ekkora hadsereg felállítása meghaladta az asszír anyaország lehetőségeit, így a meghódított területekről is soroztak be katonákat, például izraeli kocsihajtókat. Ennek következményeként a hadsereg különböző nyelveket beszélő, sok helyről származó csoportok összességéből állt.
A hadsereg szerkezetéről és a katonák felszereléséről viszonylag kevés információ maradt fenn, ami meglepő annak tudatában, hogy milyen fontos szerepet töltött be a társadalomban. A toborzás kezdetben a helyi kormányzók feladata volt, később az állam i. e. 8. században történt átszervezése után a központi kormányzat kezébe került. A katonák ruhával, fegyverrel és élelemmel történő ellátása komoly feladat volt, és számos mesterember munkáját igényelte. Az anyaország nagyobb városaiban nagy fegyverraktárakat építettek, ott képezték ki a katonákat és ott tárolták a felszerelésüket is. Az élelem legnagyobb részéről a központi kormányzat gondoskodott, míg a fennmaradó körülbelül egyötödét a provinciák biztosították.

#### A hadjáratok és következményeik

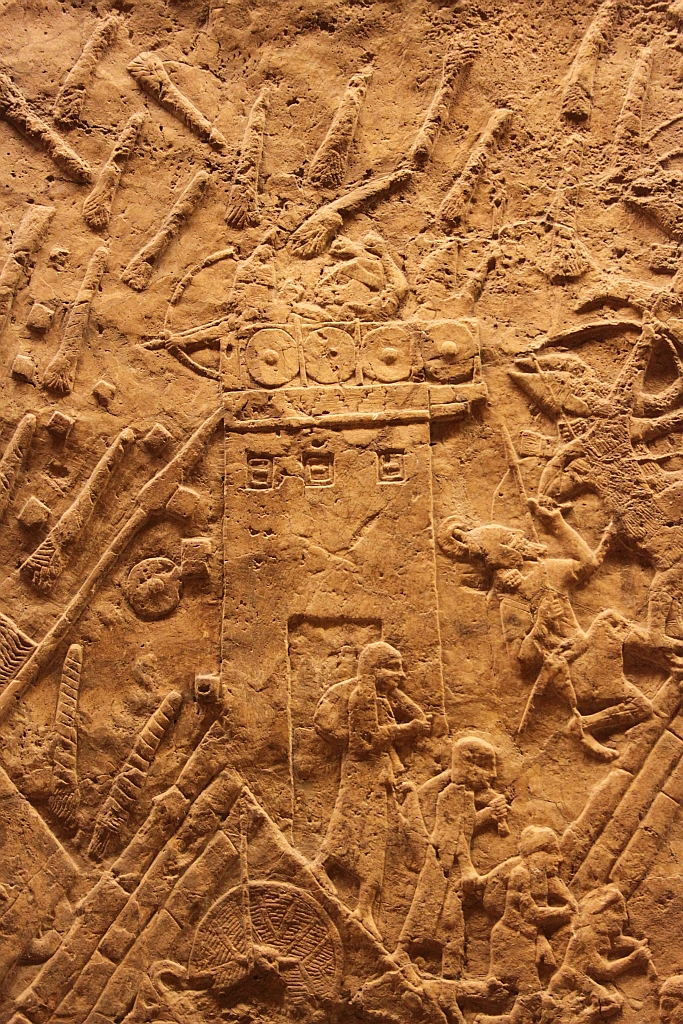
Lákis ostroma, London, British Museum

Az egykorú királyfeliratok állításaival ellentétben ritkán mozgósították a teljes hadsereget, és viszonylag kevés nyílt csatát vívtak. Ehelyett a meghódítandó terület kisebb települései ellen vonultak, és ha a helyi uralkodó nem hódolt be, akkor ezeket a falvakat vagy kis városokat pusztították el, megcsonkították vagy megölték a lakosokat, a holttesteket közszemlére tették, a házakat lerombolták, a földeket sóval beszórták és a gyümölcsfákat kivágták. Ha a főváros még ekkor sem adta meg magát, akkor megostromolták, miközben a lakosokat arra buzdították, hogy uralkodójuk akarata ellenére adják meg magukat. Ha az ostrom sikeres volt, akkor általában elpusztították a várost, ha nem volt sikeres, akkor a királyfeliratokban, amelyekben sosem ismertek el vereséget, úgy szerepelt, hogy „ketrecbe zárták az ellenséget”.
A hadjáratok eredményeként az egész Közel-Keletről óriási mennyiségű hadizsákmány áramlott az anyaországba, a legyőzött területek templomaiból, palotáiból, és kincstáraiból, mivel Asszíria áldozatai legtöbbször maguk is rendkívül gazdag államok voltak. A zsákmány főleg fémekből, kézművesmunkákból, művészeti alkotásokból, fegyverekből és állatokból állt. Ennek következtében az addig elérhetetlennek tűnő luxustárgyak is megfizethetővé váltak az alsóbb osztályok számára is. Az asszírok a meghódított területektől éves adót szedtek, ennek egy része helyi jellegzetes áru volt, például Föníciából cédrusfa és bíborral festett textilek, a Zagrosz-hegység vidékéről pedig lovak. Az adók mértékéről nem maradt fenn leírás, viszont biztosra vehető, hogy nagy terhet jelentett a lakosságnak, erre utalnak a folyamatos lázongások az egyértelmű asszír katonai fölény és a súlyos megtorlások ellenére is.

#### A meghódított területek
Az asszírok különbséget tettek többféle meghódított terület között. Az egyik Asszíriához tartozott, teljes felügyelet alatt állt, és asszír mintára szervezték meg működését. Ezek voltak a provinciák. Egyes provinciák kicsivel nagyobb függetlenséget élveztek, például helyi dinasztiák kormányoztak bennük, és amíg hűségesek voltak a birodalomhoz, a helyükön maradhattak. A határokon kívül számos államot meghódítottak, ezek helyükön maradt uralkodói vazallusok voltak. Az általuk fizetett adót a király kapta meg, nem Assur istennek ajánlották. A politikai rend lényeges vonása volt, hogy a megkövetelték a legyőzött népektől, hogy elismerjék Asszíria és isteneinek felsőbbrendűségét. Viszont nem kényszerítették rájuk, hogy saját isteneik helyett az asszír isteneket tiszteljék. Sőt az asszírok is elismerték legyőzött ellenségeik isteneit, és tisztelték is őket. Ez abból adódott, hogy a korszak hiedelemvilágai bár különbözőek voltak, lényeges pontokon kapcsolódtak egymáshoz. Az alávetett területek vallásáról és szentélyeiről való gondoskodás az asszír uralkodók egyik jellegzetes tevékenysége volt.

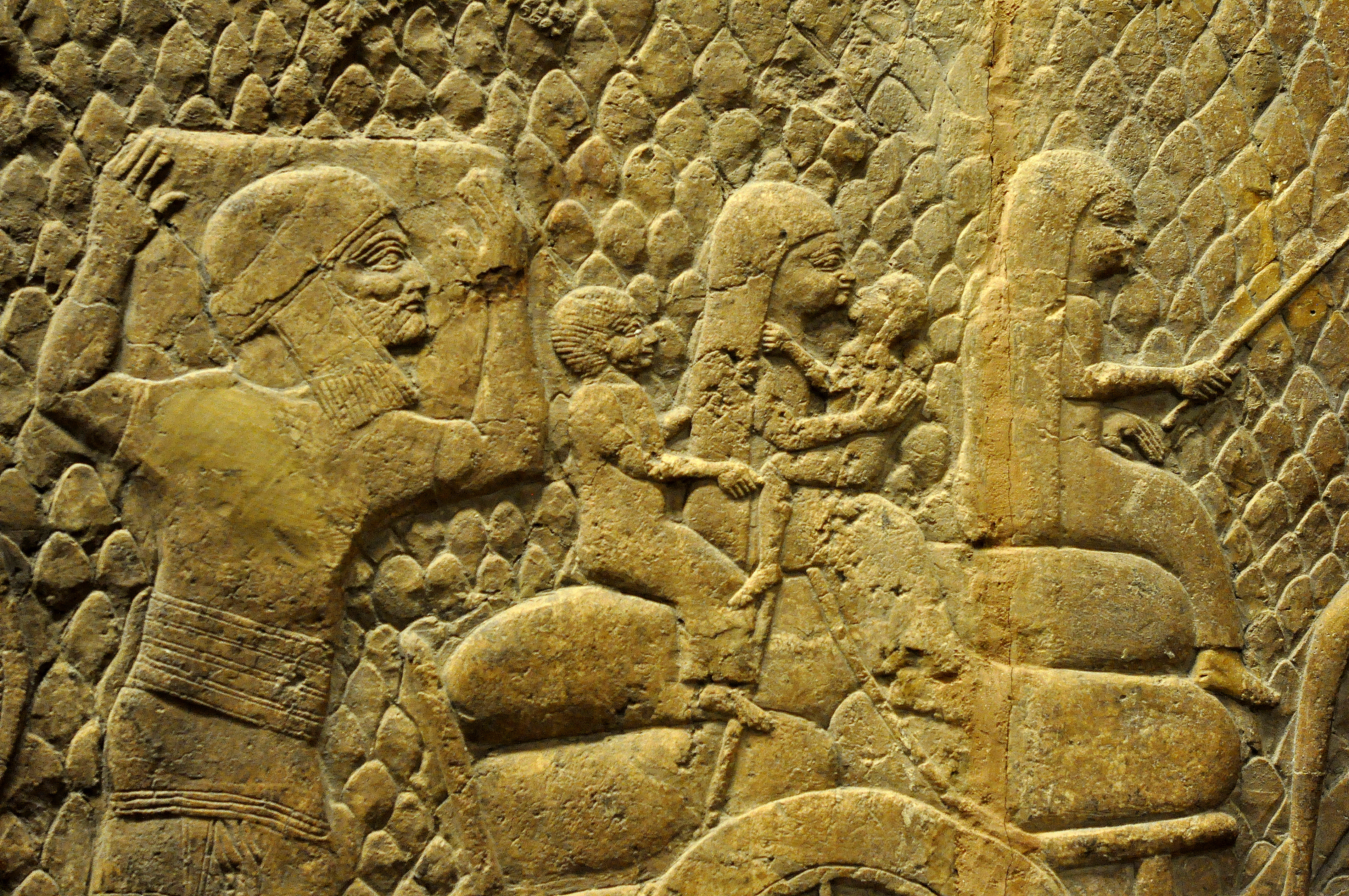
Deportált lakosok, Lákis elfoglalása után, London, British Museum

A hódítóknak a legyőzött lakosság munkaerejére is szüksége volt a mezőgazdaságban és az építkezéseknél. A legyőzöttek deportálása már korábban is gyakorlat volt a Közel-Keleten, de az asszírok az i. e. 1. évezred elejétől, és főleg az i. e. 8. századtól általánossá tették. Az egykorú források alapján arra következtetnek, hogy a birodalom három évszázada alatt mintegy 4,5 millió embert deportáltak, sokszor a birodalom egyik végéből a másikba, mint például az izraeli Szamáriából a Zagrosz-hegységbe. Felügyeletük és ellátásuk a több hónapos út alatt komoly szervezést igényelt, erről azonban meglepő módon nem maradtak fenn feljegyzések. A deportálásnak több szintje létezett, először csak a szakképzett munkaerőt költöztették át, és ha a terület még mindig nem hódolt be, akkor a lakosság nagy részét elhurcolták. Általában a birodalom periférikus területeire telepítették le őket, ahol nem tudtak lázadásokat szervezni, mivel az ellenséges és ismeretlen környezetben az asszírok védelmére volt szükségük.
A kiürült régiókba más népeket költöztettek, de csak oda, ahova a mezőgazdaság és a kereskedelem szempontjából feltétlenül szükséges volt. A fennmaradó területek gyakorlatilag lakatlanná váltak, mint Izrael északi része. Levante a gazdasági újjászervezés és racionalizáció példája, ahol a hódítás után egyes területeket sűrűn betelepítettek és gazdaságilag is fejlesztették, mert speciális feladatokat láttak el. A föníciai és filiszteus kikötővárosok különleges elbánásban részesültek, mert összekötő szerepet töltöttek be a birodalom és a Földközi-tenger melletti kereskedelmi hálózat között. Ekront az ókori világ legnagyobb ismert olívaolaj-termő központjává tették, és egyben fontos textilgyártó központtá is fejlesztették. Így egész évben kihasználták a lakosok munkaerejét, mivel az olívatermesztés csak évente négy hónapot vett igénybe.
A népességcsere következményeként az egész Közel-Keleten keveredtek a népcsoportok, és terjedni kezdett az arámi nyelv és írás. A deportálások során bekövetkezett népességáramlás később lehetőséget biztosított a nem asszíroknak (főleg arámiaknak), hogy folyamatosan egyre fontosabb pozícióba kerüljenek, így kialakult egy bizonyos lojalitásuk a birodalommal szemben. Idővel, hasonlóan a későbbi Római Birodalomhoz, a meghódított népesség egyre nagyobb százaléka került a birodalom központjához közel, és a legmagasabb tisztségek sem voltak elzárva előlük.
A birodalom határai közelében számos olyan, sokszor nomád népcsoport élt, amely komoly problémát okoztak az asszíroknak. Anatóliában a szkíták és a kimmerek, akiket katonai és diplomáciai módszerekkel tartottak távol határaiktól. Az Arab-sivatagban rendszeresek voltak az összetűzések arab törzsekkel, akik ilyenkor a sivatagba menekültek, és soha nem sikerült kontroll alá vonni őket. Ezen kívül diplomáciai kapcsolatban voltak néhány távolabbi állammal, mint a Perzsa-öbölnél egy bizonyos Dilmun nevű uralkodóval, akinek országáról viszont nem sokat tudni, és a közép-anatóliai Lüdiával, amely időnként követeket küldött Asszíriába, máskor viszont asszírellenes felkeléseket támogatott. Ezek az államok az asszír forrásokban alárendelt területekként szerepelnek, de ennek igazságtartalma erősen megkérdőjelezhető.

## Kultúra

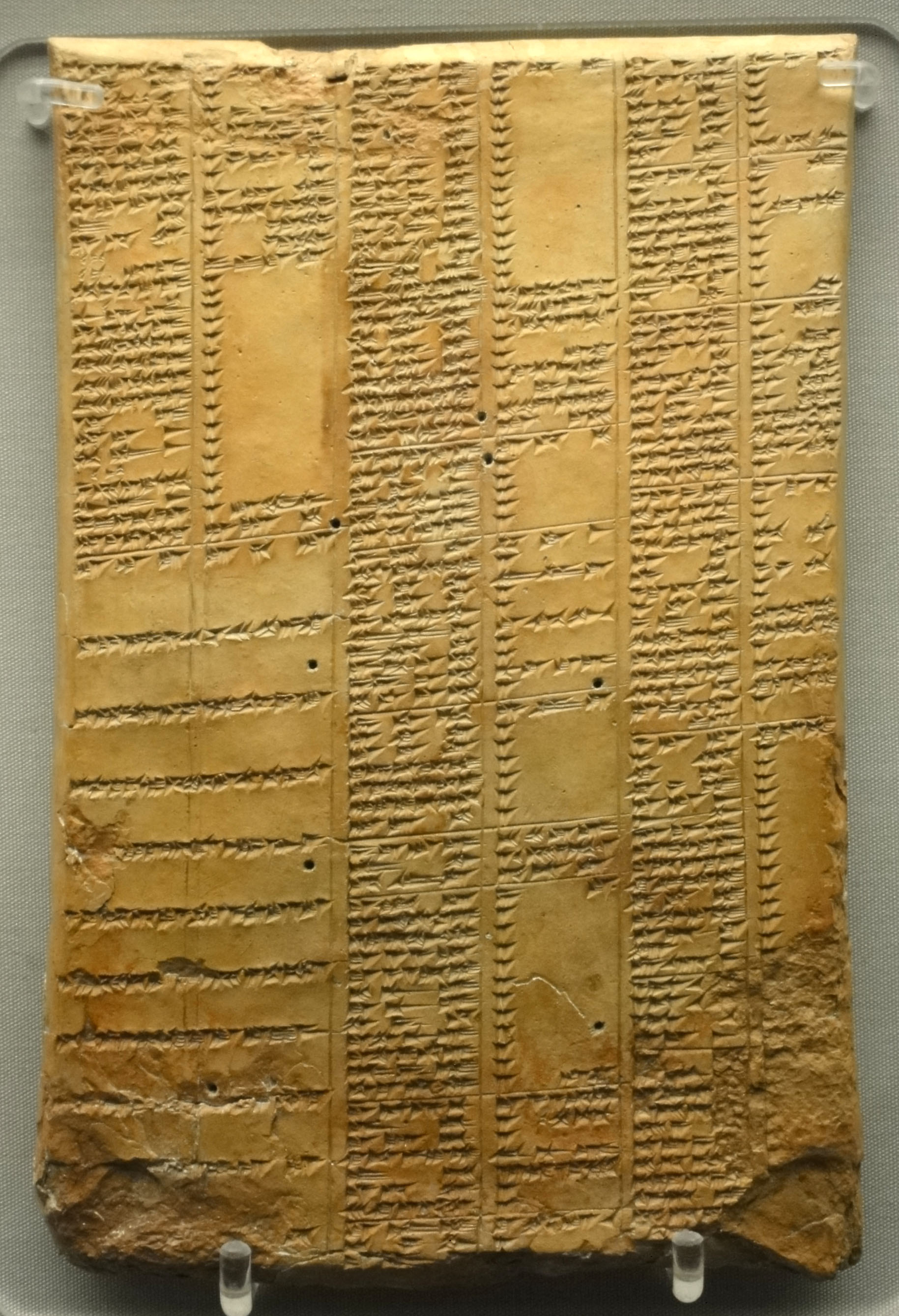
Agyagtábla Assur-bán-apli könyvtárából, London, British Museum

Az asszírok erőteljes érdeklődést mutattak a tudományok és az irodalom iránt is, ennek legnagyszerűbb példája Assur-bán-apli könyvtára. Sajnos az agyagtáblákat a mezopotámiai régészet kezdetén, a 19. század közepén tárták fel, megtalálásuk körülményeit nem kellően dokumentálták, így pontosan nem azonosítható, melyiket mikor és hol találták meg. A British Museumba kerültek az úgynevezett Kujunjik gyűjteménybe, ahol összekeveredtek Babilonból és Asszíria más részeiből előkerült táblákkal.
A könyvtárban mintegy ötezer tudományos és irodalmi szöveget tartalmazó táblát találtak, a szövegek egy része több táblát foglal el (maximum hatot), így a fennmaradt szövegek száma 1000 és 1200 közé tehető, és feltehetően lefedik akkori ismereteik nagy részét. Ezen kívül leveleket és adminisztratív dokumentumokat is feltártak. Az uralkodók korábban is gyűjtötték a dokumentumokat, de Assur-bál-apli volt közülük a legaktívabb, egy töredékes jegyzék szerint például i. e. 648-ban kétezer agyagtábla és háromszáz viasszal borított írótábla került a gyűjteménybe. Ezeket feltételezhetően babilóniai papoktól, illetve ördögűzőktől vásárolták vagy kobozták el.
A dokumentumokat nemcsak gyűjtötték, hanem az aktuális könyvtárban alkalmazott formátum szerint le is másolták. Gondos munkát végeztek, a másolás után minden tábla végére feljegyezték, hogy a könyvtár gyűjteményéhez tartozik, többször azt is, hogy a másolt szöveg eredetijét átnézték, és ha kellett javították is. Esetenként, ha egy szöveget többféle változatban is ismertek, az is feltüntették. Assur-bál-apli nagyon büszke volt könyvtárára, felirataiban is megemlíti. A szövegek témája változatos, többek között körülbelül 300 jóslás (csillagászati témában is), 200 lexikális, 100 kétnyelvű (sumér-akkád) szöveg különböző témákról, 60 orvosi leírás és maximum 40 olyan szöveg található a könyvtárban, amely egyértelműen irodalmi műnek tekinthető. Közülük ma leghíresebb a Gilgames-eposz, de aez csak egyike a babiloni istenek és hősök életéről szóló alkotásoknak. Feltűnő a jóslások nagy száma, ami bizonytalanságra és a jóslatoknak a társadalom életében betöltött fontos szerepére utal.
Bár az uralkodó könyvtára volt a legnagyobb, nem ez volt az egyetlen. Magában Ninivében is feltártak egy másikat a Nabu-templomban, és más városok, mint például Kalhu templomaiban is őriztek irodalmi és tudományos szöveggyűjteményeket. Ezen kívül magánszemélyek házaiban is találtak kisebb könyvtárakat orvosi szövegekkel, imádságokkal, és irodalmi alkotásokkal. A könyvtárak az irodalom fontos szerepét jelzik az asszír társadalomban.

### Városépítészet

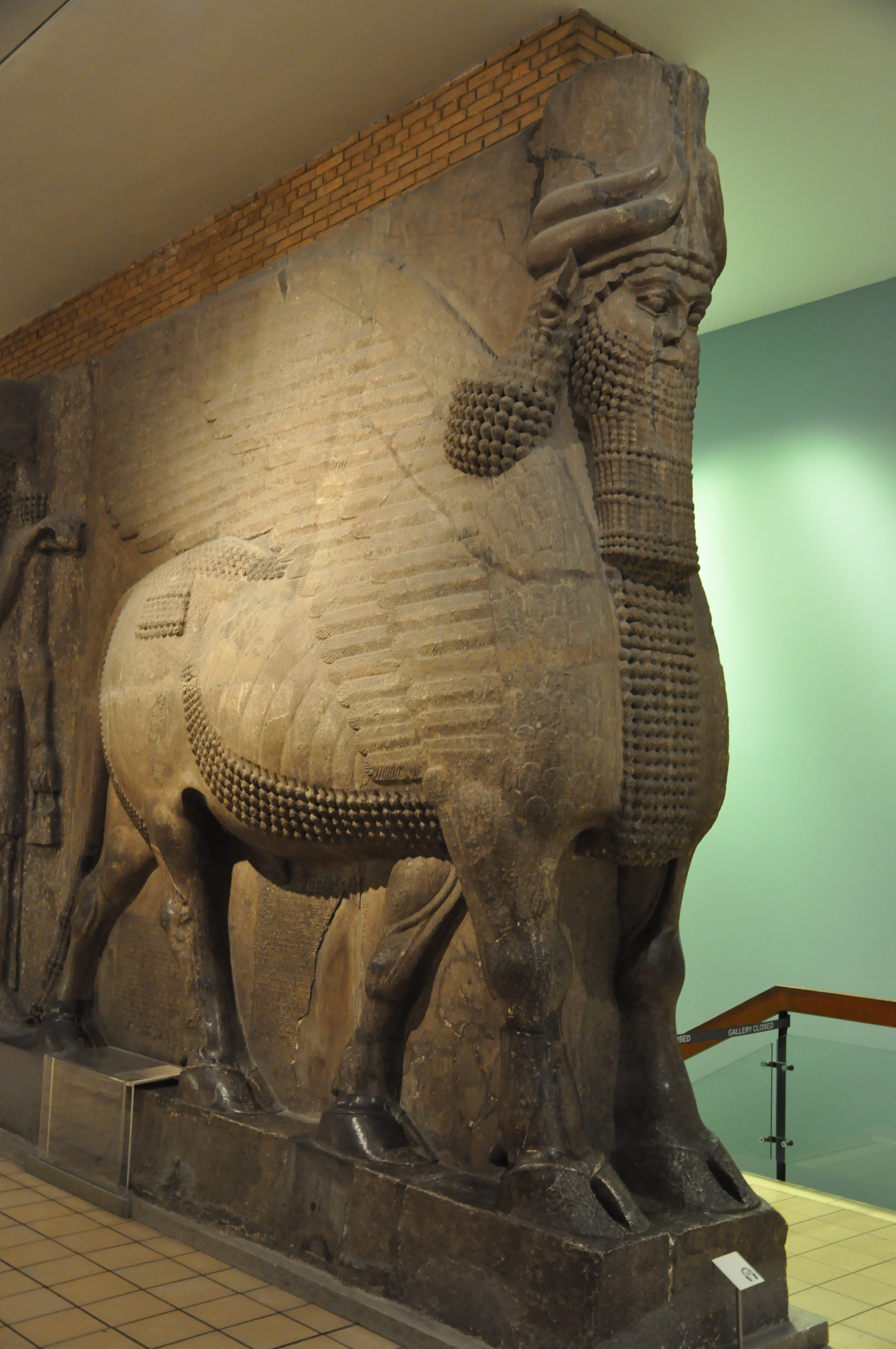
A palota bejáratát őrző emberfejű bikaszobor, London, British Museum

A hadizsákmány egy részét az építkezésekhez használták fel, a sikeres hadjáratokat vezető uralkodók egyben nagy építtetők is voltak. Assur, a hagyományos főváros kicsinek bizonyult az államapparátus részére, így amikor a birodalom terjeszkedni kezdett, a fővárost is átköltöztették. II. Assur-nászir-apli a közép-asszír várost, Kalhut választotta új székhelynek, amelyet tizenöt év alatt teljesen újjáépítettek. Nyolc kilométeres városfala, amelyhez közel 70 millió agyagtéglát használtak fel egy 360 hektáros területet fogott közre, benne egy citadellával, a délnyugati részén az uralkodó palotájával, valamint számos templommal és egy zikkurattal. A palota kétszáz méter hosszú és legalább százhúsz méter széles volt, termeit csatákat, királyi vadászatokat és kultikus jeleneteket ábrázoló domborművekkel díszítették. A bejáratokat kőből faragott emberfejű bikaszobrok, úgynevezett séduk és lamasszuk őrizték.

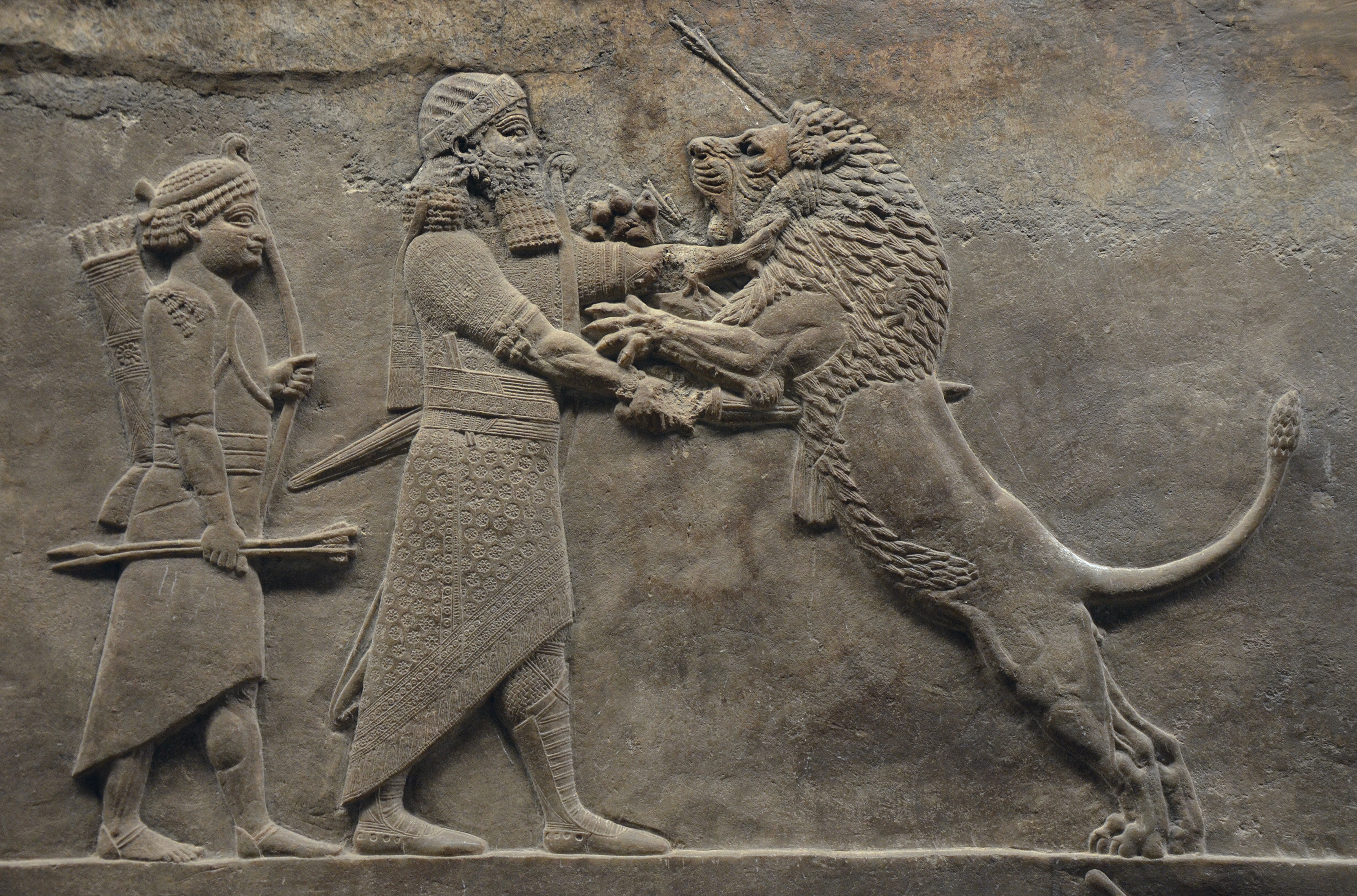
Assur-bán-apli oroszlánvadászaton, dombormű Ninivéből, London, British Museum

Utódai további palotákat építettek a városban, III. Sulmánu-asarídu idejében pedig egy nagy fegyverraktárat alakítottak ki a település délkeleti részén. Kalhu százötven évig volt a birodalom fővárosa, ezután II. Sarukkín egy korábban lakatlan területen megalapította az új fővárost, Dúr-Sarrukínt (Horszábád). Ez is egy hatalmas település volt két bikaszobrokkal és domborművekkel díszített citadellával, 300 hektáros területét hét kilométer hosszú fal védte.
Az uralkodó halála után ezt a várost is elhagyták, utóda Szín-ahhé-eriba (704-681) az ősi települést, Ninivét jelölte ki a birodalom új központjának. A település központi részét 750 hektárosra bővítették, és tizenkét kilométer hosszú fallal vették körül, két citadellát és számos középületet építettek. Innen kerültek elő a híres, oroszlánvadászatot ábrázoló domborművek, amelyek Assur-bán-apli korának legszebb alkotásai közé tartoznak. A városok lakosságának számát nehéz megbecsülni, de az biztosra vehető, hogy ellátásuk meghaladta a környező régió erőforrásait, és a központokba az egész birodalom területéről érkeztek az áruk. Az is feltételezhető, hogy a helyi népességnél sokkal többen éltek ezekben a városokban, a lakosok egy részét máshonnan telepíthették át, hogy az állami feladatok elvégzésén dolgozzanak. A fővárosok mellett a hadizsákmány egy részéből az anyaország többi településén is karbantartották, újjáépítették vagy kibővítették a meglévő középületeket, valamint a meghódított területek városait is asszír mintára alakították át.

### Vallás
A mezopotámiai mitológia alapja a sumer mitológia. A sumer istenek a görögökhöz hasonlóan antropomorfak, emberekhez hasonló alakúak és tulajdonságúak, akik mintegy királyként az embereket alattvalóiknak tekintik. A pantheonba néhány korai uralkodó is belépett halála után. Hasonlóképpen a szomszédos nomád népek mezopotámiai hódítását is az illető nép istenének a mezopotámiai pantheonba való beházasodásával írták le (Marduk). Az egyes istenek szerepe városának felemelkedésével erősen megnőhetett (Marduk, Assur).

### Művészet
A Tigris és az Eufrátesz közötti területen, Mezopotámiában az ókor folyamán sokszínű művészet jött létre. A helyi eredetű kultúrák az i. e. 5. évezred és i. e. 539 között játszottak domináns szerepet a történelemben, az ókor fennmaradó részében Mezopotámia elveszítette önállóságát, és olyan nagy birodalmak része lett, mint a Perzsa, a Nagy Sándor-féle és a Szeleukida, a Római, a Pártus-, a Bizánci- és a Szászánida Birodalom.